# Nördliche Kalkalpen
Die Nördlichen Kalkalpen, abgekürzt NKA, sind ein geologischer Abschnitt der Ostalpen. Sie erstrecken sich über 500 Kilometer vom Alpenrheintal bis Wien und sind zwischen 20 und 50 Kilometer breit. Ihr Entstehungsgebiet befand sich am südöstlichen passiven Kontinentalrand Eurasiens, in dem vom Perm bis zur Oberkreide eine mehrere Kilometer mächtige Abfolge von überwiegend marinen Sedimentgesteinen zur Ablagerung kam. Ab dem Oberjura begann sich die Sedimenthaut von ihrer aus metamorphen, ostalpinen (austroalpinen) Gesteinen bestehenden Unterlage abzulösen und glitt zu Beginn der Oberkreide auf jüngere Sedimente des eurasischen Südrandes. Syntektonische Sedimentation und Deckenüberschiebungen hielten bis ins Paläogen an. Zwischen ihr und den Zentralalpen liegt die Grauwackenzone.
Der höchste Gipfel der Nördlichen Kalkalpen ist die Parseierspitze, 3036 m ü. A., in den Lechtaler Alpen.

## Begriffsklärung
Die Nördlichen Kalkalpen, Englisch Northern Calcareous Alps oder abgekürzt NCA, sind ein geologischer Begriff und damit vom orographisch geprägten Begriff der Nördlichen Ostalpen oder Nordalpen zu unterscheiden. Sie machen nur einen Teil der Nordalpen aus, andererseits gehört mit dem Rätikon auch eine ganze Gebirgsgruppe der Zentralen Ostalpen geologisch zu den Nördlichen Kalkalpen.
Nördlich der Kalkalpen liegen die Flyschberge der Flyschzone, die überwiegend ans Alpenvorland grenzen, aber zwischen Vorarlberg und Salzburg im bayrischen Raum streckenweise fehlen. Südlich der Nördlichen Kalkalpen liegt die Grauwackenzone, die nur im Raum Tirol/Salzburg und der Nordsteiermark als Schieferalpen gebirgsbildend ist. Damit nehmen die Nördlichen Kalkalpen meist den Gutteil der Nordalpen ein. Die Grauwackenzone wird aber in der wissenschaftlichen Literatur als deren Basis (Grundgebirge) ebenso zur oberostalpinen Decke wie die Nördlichen Kalkalpen gerechnet.
Die Kalke der Kalkalpen – der Nördlichen wie auch der Südlichen – sind rund 250–150 Millionen Jahre alte Ablagerungen des Tethys-Meeres. Ältere und jüngere Kalkvorkommen gibt es außerhalb der Kalkalpen, beispielsweise am Schöckl bei Graz, oder am Triebenstein, die in einem Vorläufermeer der Tethys vor schon 400–250 Millionen Jahren gebildet wurden, oder im Leithagebirge, wo sie in einem ganz späten Restmeer der Thetys vor erst etwa 15 Millionen Jahren abgelagert wurden. Derartige Kalke gehören nicht zu den Nördlichen Kalkalpen.
Daneben gibt es Kalkgestein-Decken des Ostalpins, die heute tektonisch tiefer (Unterostalpin) und südlich der Nördlichen Kalkalpen (Oberostalpin) liegen. Beispiele finden sich in den Radstädter Tauern am Ostrand des Tauernfensters der zentralalpinen Niederen Tauern oder im Semmeringgebiet.
Weiters wurden im zentralalpinen Raum nach Einsetzen der Alpenauffaltung spät-kalkalpine Sedimente (Gosau-Gruppe) abgelagert wie an der Kainach bei Köflach am Rand des Grazer Beckens oder im Krappfeld im Klagenfurter Becken.

Blick vom Seefelder Joch auf Lechtaler Alpen, Mieminger Gebirge und Wettersteinmassiv

## Geographie

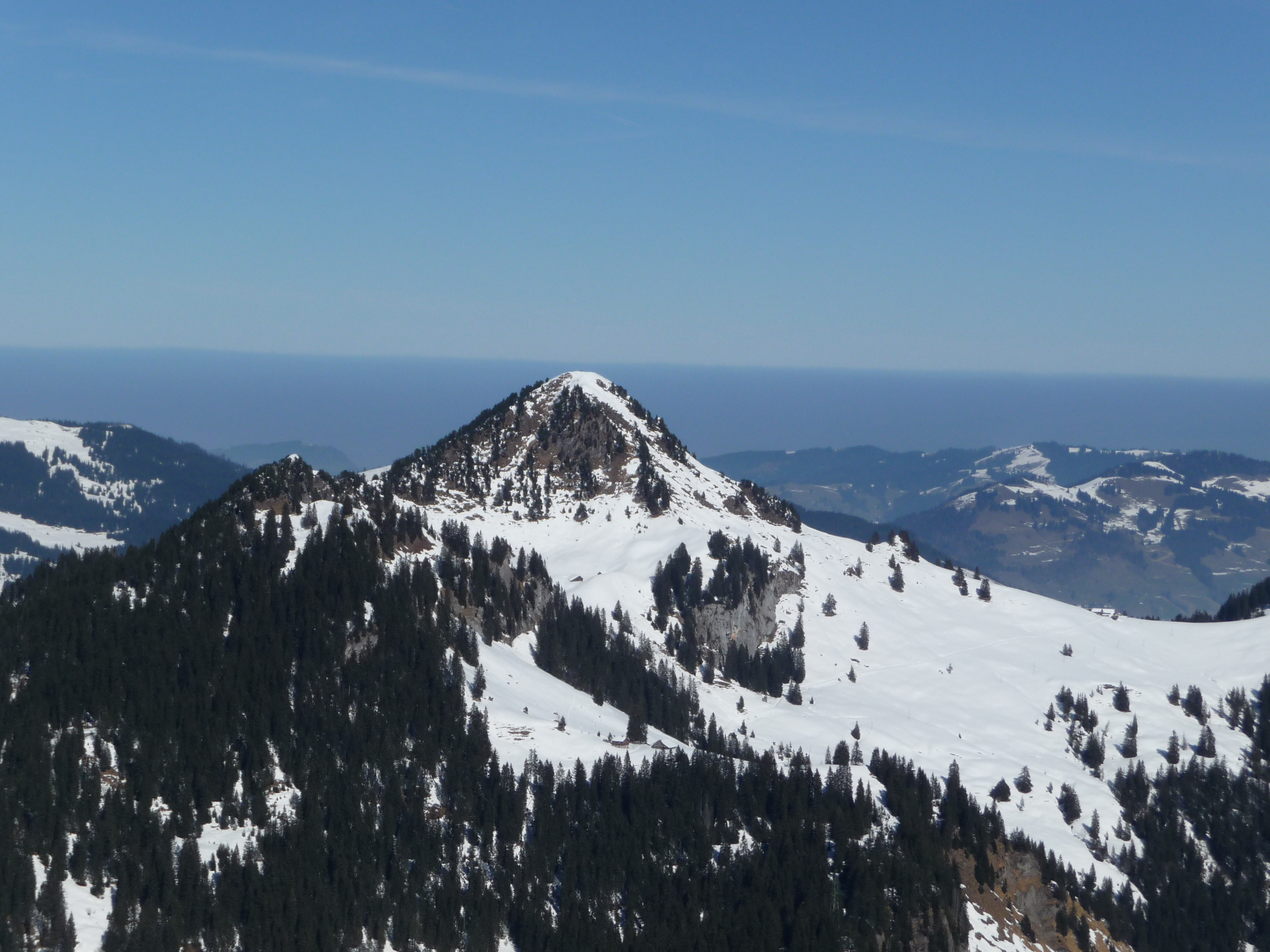
Der Gipfel des Roggenstocks (1778 m) in den Iberger Klippen (Kanton Schwyz) besteht aus Hauptdolomit der Nördlichen Kalkalpen

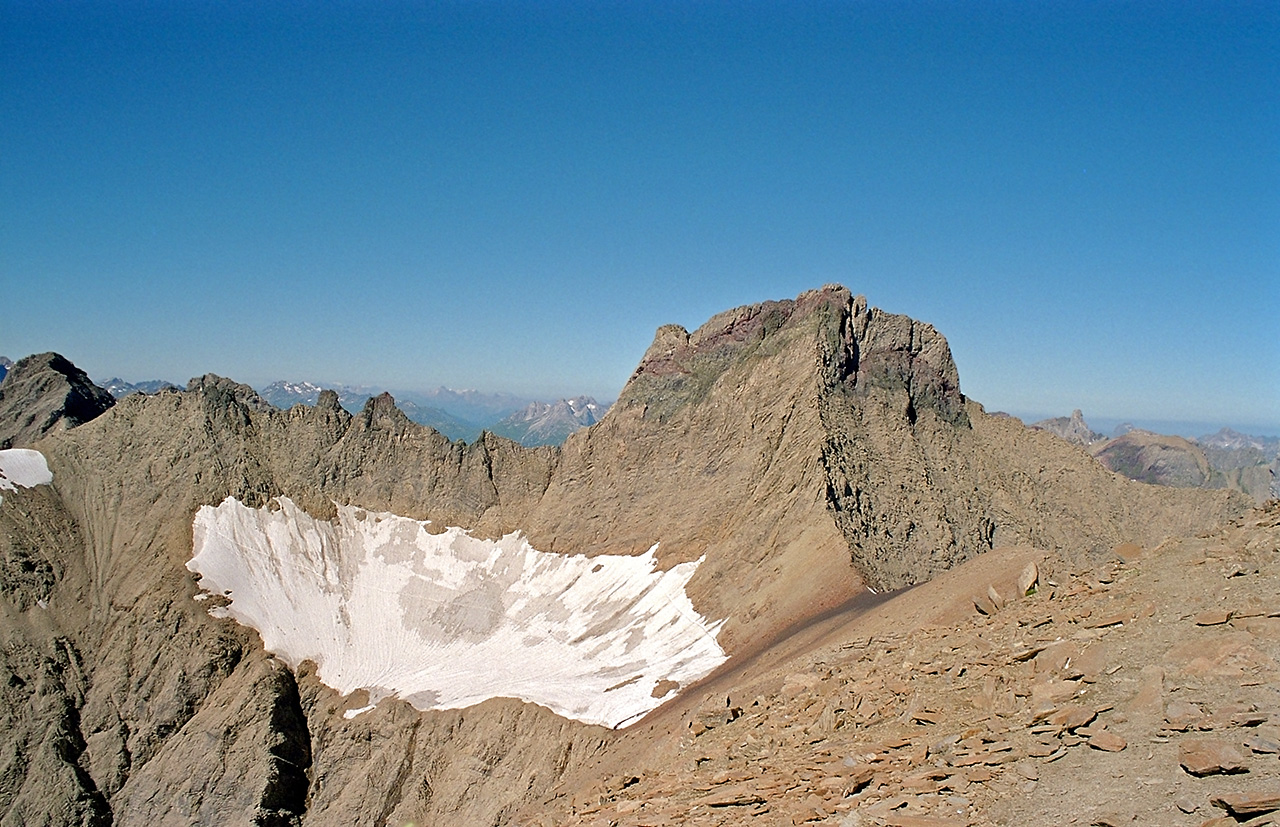
Die Parseierspitze ist mit 3036 Meter die höchste Erhebung der Nördlichen Kalkalpen

### Abgrenzung
Die Nördlichen Kalkalpen erstrecken sich vom Alpenrheintal in einer Breite von 25 bis 45 km durch Vorarlberg, Tirol, die bayerischen Bezirke Schwaben und Oberbayern, durch Salzburg, die nördliche Steiermark, Ober- und Niederösterreich bis nach Wien, wo sie nach Abschneiden durch ostfallende Abschiebungen des miozänen Wiener Beckens ihre Fortsetzung in die Karpaten finden. Ihr Westrand ist von der Erosion herausgearbeitet – mit einigen vorgelagerten Auslegern, deren westlichste die Iberger Klippen in der Zentralschweiz darstellen.
Im Süden werden die Nördlichen Kalkalpen meist von einer markanten Längsfurche begleitet. Der Rätikon ganz im Westen ist ohne eine entsprechende Abgrenzung nach Süden. Im Westen folgt zunächst die Arlberglinie, nach Osten anschließend dann von Landeck über Innsbruck bis Wörgl das Inntal. Weiter ostwärts verläuft die Furche weniger markant über St. Johann in Tirol und Dienten nach Bischofshofen, folgt dann wieder sehr markant dem oberen Ennstal bis etwa zur Pyhrn Autobahn. Die tiefgreifende geologische Störung des Salzach–Enns–Mariazell–Puchberg-Lineaments (SEMP) bedient sich weiter ostwärts der Talfurche des Salzatals, wo sie in die Nördlichen Kalkalpen hineinragt. Der Kalkalpen-Südrand verläuft hingegen entlang des Palten-Liesing-Talzugs und schließlich gegen Südosten nördlich der Mur-Mürz-Furche. Die Südgrenze der nördlichen Kalkalpen verläuft dabei streckenweise zwischen den jeweiligen Talfurchen innerhalb der Berggruppen, teilweise jedoch intensiv mit der Grauwackenzone verzahnt und verschachtelt, und hat sodann bis Wien keine eindeutige orographische Abgrenzung mehr.
Die Nordgrenze folgt – weitestgehend ohne jegliche orographische Signifikanz – in 10–50 Kilometer Entfernung dem Alpennordrand. Eine Sonderstellung nehmen einige Stöcke wie beispielsweise der Untersberg bei Salzburg ein, wo die Kalkalpen weitgehend unvermittelt in das Alpenvorland abbrechen. Dadurch haben viele orographische Gruppen, die in die Nördlichen Kalkalpen gestellt werden, auch Anteile an Flysch- und Grauwackenzone, die verbreitet jeweils nur Vorberge bilden. Eine Ausnahme stellt der Wienerwald dar, der in Kalk- und Flyschwienerwald gegliedert wird. Das Bregenzerwaldgebirge, die Kitzbüheler Alpen, die Salzburger Schieferalpen, die Eisenerzer Alpen und die Mürztaler Alpen liegen weitgehend gänzlich außerhalb der Nördlichen Kalkalpen. Umgekehrt werden etliche Kalkstöcke einer Zentralalpen- oder Schieferalpen-Gruppe zugerechnet, etwa die Davenna im Verwall, oder die Kaiserschildgruppe der Eisenerzer Alpen.
Lokal kann die Abgrenzung aber markant sein, etwa im Mühlbachtal am Hochkönig zur Grauwacke, oder im Gschliefgraben am Traunstein zum Flysch.

### Gliederung
In Süd-Nord-Richtung werden die Kalkalpen in die Kalkhochalpen im Süden und die Kalkvoralpen im Norden gegliedert. Erste sind ein mächtiges Hochgebirge bis knapp über 3000 m, zweites vorgelagerte Gruppen, die schon Mittelgebirgscharakter haben, aber auch durchaus prägnante Kalkgipfel aufweisen.
In West-Ost-Richtung folgt die Grob-Gliederung wie bei den ganzen Nordalpen entlang der Durchbruchstäler (in erster Linie von Inn, Salzach und Enns, die jeweils nach ihrem Lauf in der Längstalfurche nordwärts knicken) in Nordtiroler Kalkalpen, Bayerisch-Salzburger Kalkalpen, Oberösterreichisch-steirische Kalkalpen und Steirisch-Niederösterreichische Kalkalpen. Hierbei unberücksichtigt bleibt die westlichste Gruppe des Rätikons, der südlich der Arlberglinie liegt.
Die weitere Gliederung erfolgt in charakteristische Ketten (insbesondere im Westen) und solitäre Stöcke (zunehmend gegen Osten). Diese entspricht den orographisch orientierten Systemen, wie der Alpenvereinseinteilung der Ostalpen (AVE), der Vereinheitlichten orographischen Einteilung (IVOEA/SUOISA), oder der Gebirgsgruppengliederung nach Trimmel – mit der Einschränkung, dass die dort angegebenen Gruppen auch die Grauwacken-, Flysch-, Helvetikum- und Molasse-Anteile subsumieren, und einige Kalkberge anderorts zugeordnet werden.
Zu den bekanntesten weitgehend gänzlich kalkigen Gruppen der Kalkhochalpen gehören Rätikon, Lechquellengebirge, Lechtaler Alpen, Wettersteingebirge und Mieminger Kette, Karwendel, Kaisergebirge, Loferer und Leoganger Steinberge, Berchtesgadener Alpen, Tennengebirge, Dachsteingebirge, Totes Gebirge, Gesäuseberge, Hochschwabgruppe, Mürzsteger Alpen und Rax-Schneeberg-Gruppe.

## Geomorphologie

### Gletscher

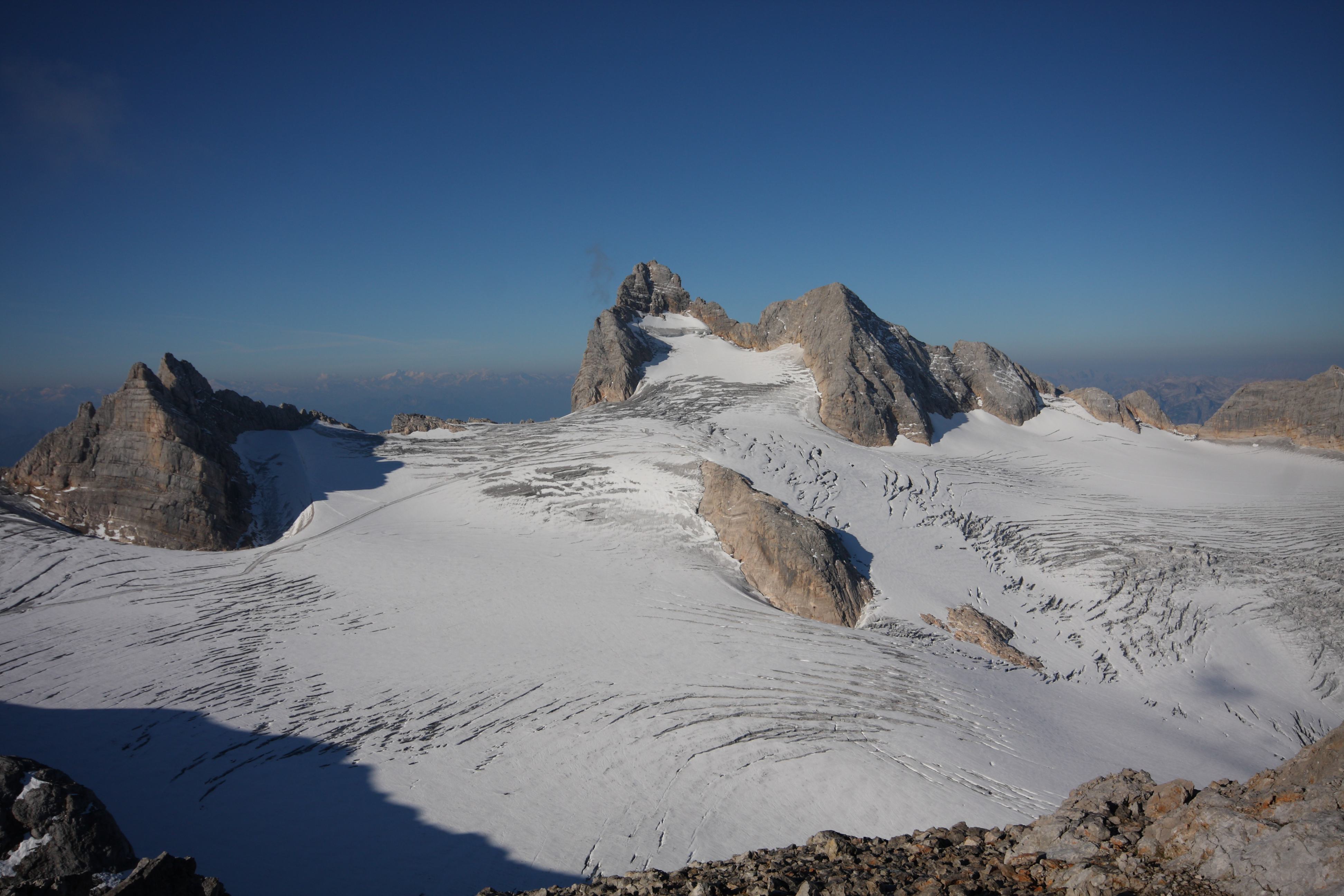
Der Hallstätter Gletscher 2011

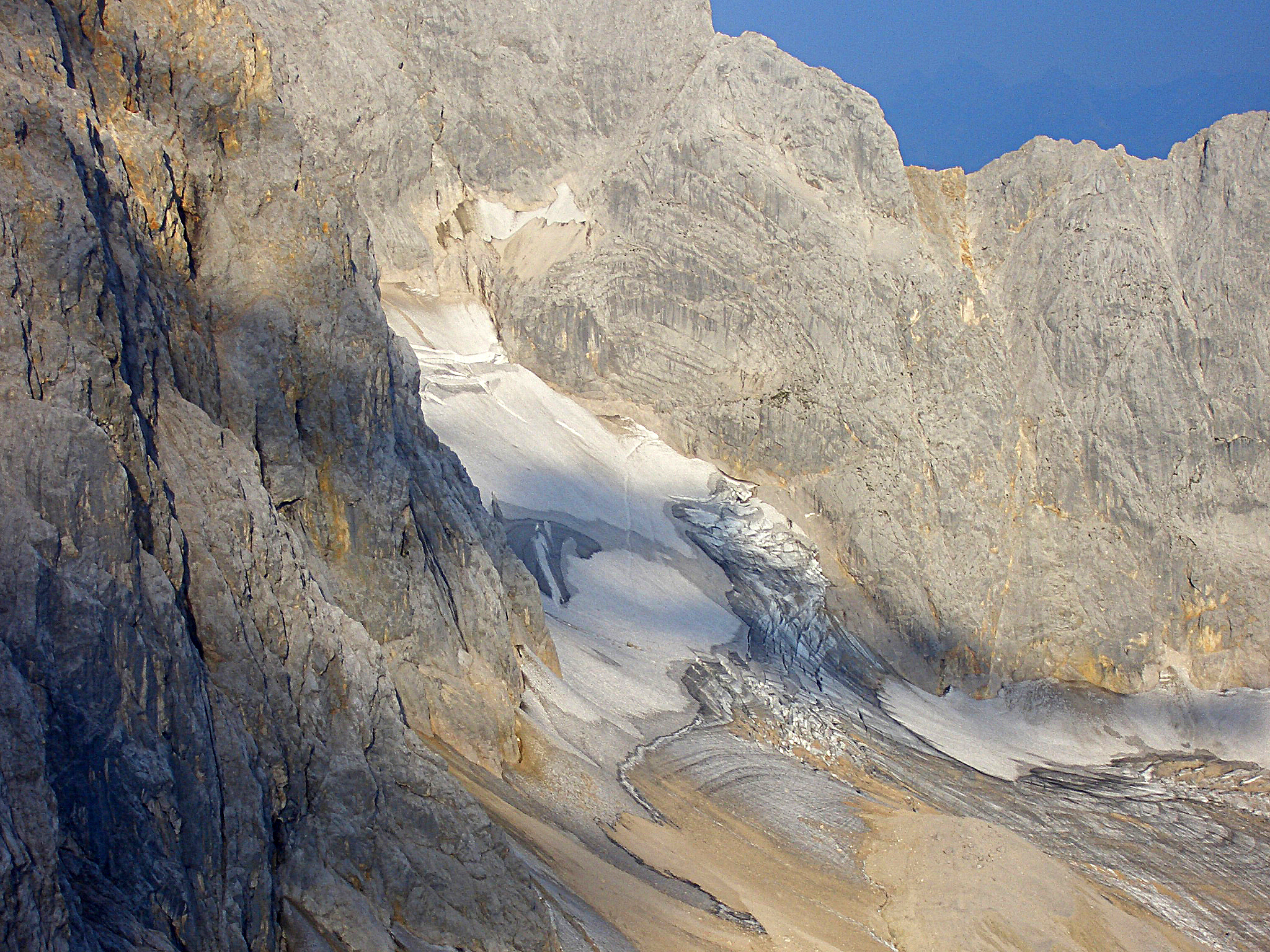
Der Höllentalferner vom Jubiläumsgrat im September 2005

In den Nördlichen Kalkalpen sind nur noch sehr kleine und kleinste Gletscher vorhanden.
Der größte Teil der Nördlichen Kalkalpen ist gletscherfrei. Die noch verbliebenen Gletscher der Nördlichen Kalkalpen weisen im Vergleich zu den Gletschern der zentralen Ostalpen oder gar der Westalpen nur eine geringe Dimension auf. In den südlichen Kalkalpen der Ostalpen sind aber wieder größere Gletscher anzutreffen.
Die Gletscher der Nördlichen Kalkalpen sind – wie viele andere Gletscher der Alpen und weltweit – seit 1850 in einem Schrumpfungsprozess begriffen. Ob auch die jährliche Schneebedeckung der Berge von der klimatischen Erwärmung betroffen ist, lässt sich nicht eindeutig ermitteln. Bisher ist noch nicht festzustellen, dass die Hochregionen auch früher im Jahr schneefrei werden.
Nur noch wenige Gletscher, die diesen Namen tragen, weisen in den Nördlichen Kalkalpen die für Gletscher typischen Eigenschaften auf, wie Gletscherspalten, Randkluft und Fließen des Eises. Selbst bei einem Anhalten der gegenwärtigen Klimatendenz werden die meisten Gletscher der Nördlichen Kalkalpen wohl spätestens in 50 bis 100 Jahren verschwunden sein.
Gletscher werden im bajuwarischen Sprachbereich – in Bayern und in Tirol – als „Ferner“ bezeichnet. In anderen Gebieten der Nördlichen Kalkalpen wird der hochdeutsche Begriff verwendet.
Die mit Abstand größten Gletscher der Nördlichen Kalkalpen befinden sich in der Dachstein-Gruppe. Der Hallstätter Gletscher ist der größte Gletscher des Dachsteins. Diese Untergruppe beherbergt noch zwei weitere größere Gletscher, den Großen Gosau- und den Schladminger Gletscher. Die anderen Gletscher des Dachsteingebirges sind heute kaum mehr als Eisfelder, wie der Edelgrießgletscher, der Südliche und Nördliche Torsteingletscher, der Kleine Gosaugletscher und der Schneelochgletscher.
Der Schneeferner im Wettersteingebirge ist der größte Gletscher Deutschlands. Vor Jahren noch wurde hier Sommerskilauf betrieben. Dieser Gletscher ist inzwischen soweit geschrumpft, dass er sich längst in zwei Teile gespalten hat, den Nördlichen und Südlichen Schneeferner. Das Wettersteingebirge beherbergt mit dem Höllentalferner den am besten ausgebildeten deutschen Gletscher mit einer Vielzahl von Spalten, Randkluft und Gletscherzunge. Über diesen führt der berühmte Höllentalanstieg auf die Zugspitze.
In den Berchtesgadener Alpen wird die Nordabdachung des Hochkönigs von der Übergossenen Alm überzogen – ein Plateaugletscher, der aber neuerdings zunehmend Auflösungserscheinungen zeigt. Das ebenfalls stark in seiner Existenz bedrohte Blaueis am Hochkalter gilt als nördlichster Gletscher der Alpen. Auch der Watzmanngletscher wird von der Bayerischen Akademie der Wissenschaften als Gletscher angesehen. Am Fuß der Watzmann-Ostwand befindet sich der Lawinenkegel der Eiskapelle, dessen unteres Ende auf 930 m Seehöhe liegt und bei dem es sich damit um das niedrigste ganzjährig vorhandene Eisfeld der Alpen handeln dürfte.
In den Allgäuer Alpen wird die Südflanke der Mädelegabel vom Schwarzmilzferner eingenommen, der durch die starke Abschmelzung der letzten Jahrzehnte seinen Gletschercharakter zunehmend eingebüßt hat. Der berühmte Heilbronner Weg führt direkt über das jetzige „Gletscherchen“.
In den Lechtaler Alpen befindet sich noch ein richtiger, spaltenreicher Gletscher mit sichtbarer Eisbewegung: der eindrucksvolle Vorderseeferner unterhalb der Vorderseespitze. Des Weiteren existieren noch weitere kleinere Gletscher: Der Fallenbacher Ferner unterhalb der Feuerspitze, der Parseierferner und der Grinner Ferner bei der Parseierspitze, der Pazüelferner am Trittkopf und der Grießlferner in der Nordflanke der Grießlspitze.
Im Karwendelgebirge liegt in der Nordflanke der Eiskarlspitze ein spaltenreicher, kleiner Gletscher – die so genannte Eiskarln.
In der Mieminger Kette existiert an der Südseite der Grießspitzen der kleine Schneeferner mit einigen Spalten.
Im Lechquellengebirge schließlich erscheint am Nordhang der Roten Wand ein kleiner Gletscher mit deutlichen Spalten, der diesen Berg von Norden her gesehen unverwechselbar macht. Des Weiteren erstreckt sich an der Braunarlspitze der Hochgletscher.

## Geologie

### Allgemeines
Die Nördlichen Kalkalpen gehören zu den Ostalpen, genauer zum Oberostalpin, und bestehen überwiegend aus mächtigen Sedimentgesteinen wie v. a. Dolomit, Kalkstein und Mergel. Der etwa 500 km lange Gebirgszug ist Ergebnis einer gewaltigen Überschiebung von Meeressedimenten aus südlicher Richtung. Die Sedimentgesteine wurden auf älteren Gesteinen der Grauwackenzone abgelagert, die geologisch aber eine eigene Einheit darstellt. Sie tritt vor allem am Südrand der Nördlichen Kalkalpen auf. Nördlich der Nördlichen Kalkalpen liegen die Flyschzone, das Helvetikum und die subalpine Molasse.
Die kalkalpinen Decken wurden während der Gebirgsbildung der Alpen im Zeitraum Cenomanium bis Oligozän von Süden her weit über den Rand des europäischen Kontinents überschoben. Die Grauwackengesteine an der Basis der Nördlichen Kalkalpen stellen die Überreste eines variszischen Gebirges dar, das am Ende des Paläozoikums von der Erosion völlig eingeebnet und dann vom Meer überflutet worden war.
Die räumlich nur unbedeutenden Gosau-Sedimente kamen in der Oberkreide (ab dem Turonium) und dem tieferen Paläogen auf einem schon nach Norden vorwandernden Deckenstapel zu liegen. Sie sind daher synorogen und für die Datierung der orogenen Bewegungsabläufe von großer Bedeutung.

### Stratigraphie

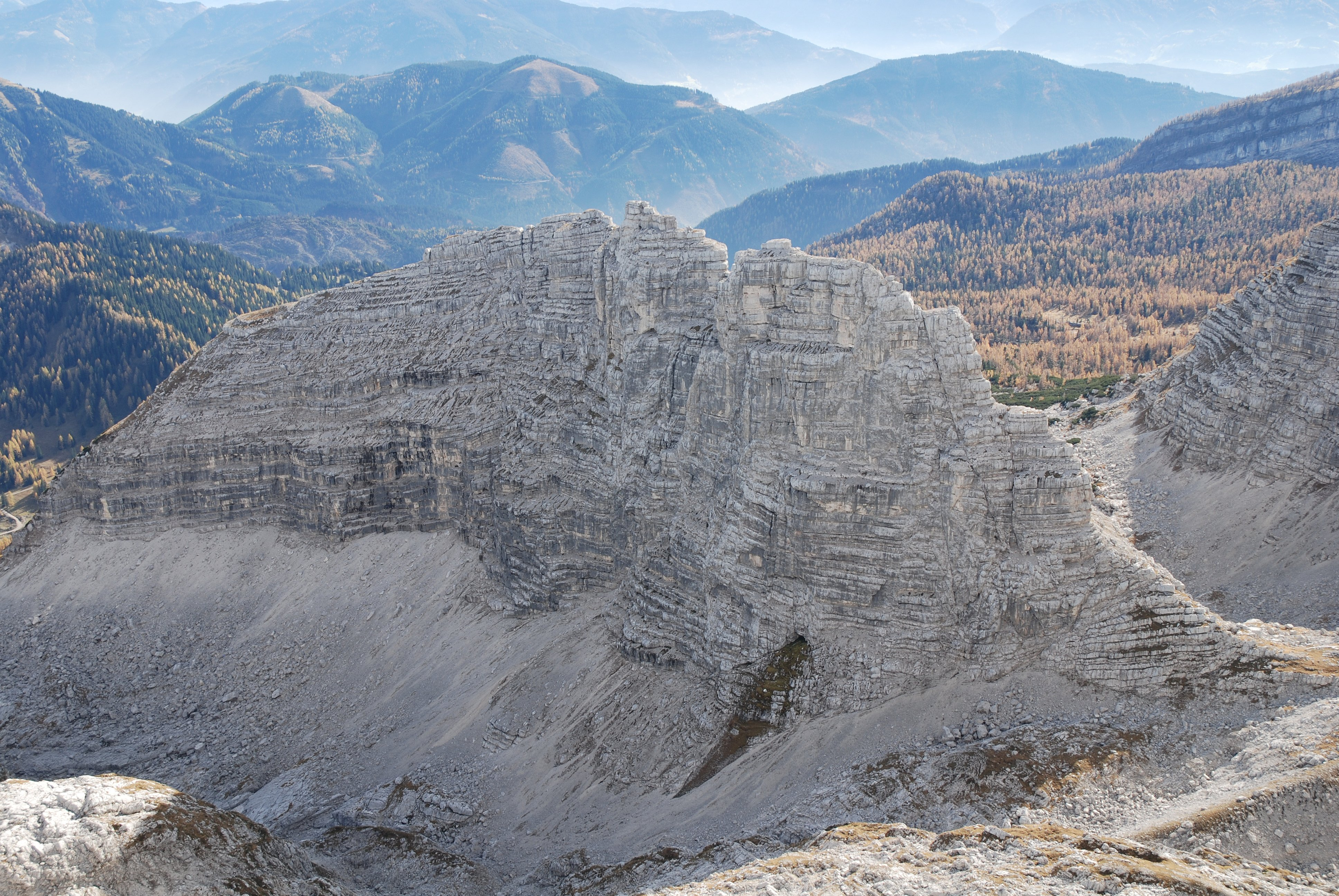
Dachsteinkalk des Ramesch, Warscheneckgruppe

Wesentliche Bestandteile der Nördlichen Kalkalpen sind Gesteine des Permomesozoikums, zu denen die Trias die größten Kalk- und Dolomitmassen beisteuert. Die älteren Sedimente der Kalkalpen (Oberperm bis zum tieferen Jura) sind Abfolgen eines typischen passiven Kontinentalrandes. Bekannte und mächtige Formationen sowie stratigrafisch und topografisch markant für die Trias sind unter anderem der Wettersteinkalk, der Hauptdolomit und der Dachsteinkalk. Diese Kalk- und Dolomitfolgen bauen die Mehrzahl der höchsten Gipfel auf (so etwa Zugspitze, Watzmann, Hochkönig, Hoher Dachstein, Hochschwab). Andere Gesteine wie Mergel, Sandstein und Schieferton treten weniger deutlich hervor, die Gesteine der Werfen-Formation (Oberperm bis Untertrias) erreichen jedoch stellenweise größere Verbreitung. Die Werfener Schichten bilden die Grenze der Kalksedimente zur Grauwacke, sie sind die „Gleitschicht“, über die die nördlichen Kalkalpen nordwärts geschoben wurden, und werden entsprechend entweder zu den Kalk- oder zu den Schieferalpen gezählt.
Gesteine des Jura-Zeitalters sind unter anderen die Allgäu-Formation (auch Fleckenmergel genannt) sowie die Oberalmer Schichten bzw. Aptychenschichten. Die meisten Schichtglieder des Juras sind eher geringmächtig (vor allem im Unter- und Mitteljura). Kieselige, radiolaritische Gesteine (Ruhpolding-Formation) wurden in Tiefseerinnen abgelagert, wie sie aus Subduktionszonen bekannt sind, und belegen damit das Schließen des Neotethys-Ozeans im Jura.
Die Gosau-Gesteine der Oberkreide und des Paläogens bestehen aus Konglomeraten, Sandsteinen, Mergeln und Kalksteinen. Ihre Sedimentation erfolgte in zwischenzeitlichen Senkungströgen, die sich vor den aus Süden heranrückenden Falten und Deckenstirnen gebildet hatten.

#### Sedimentärer Inhalt

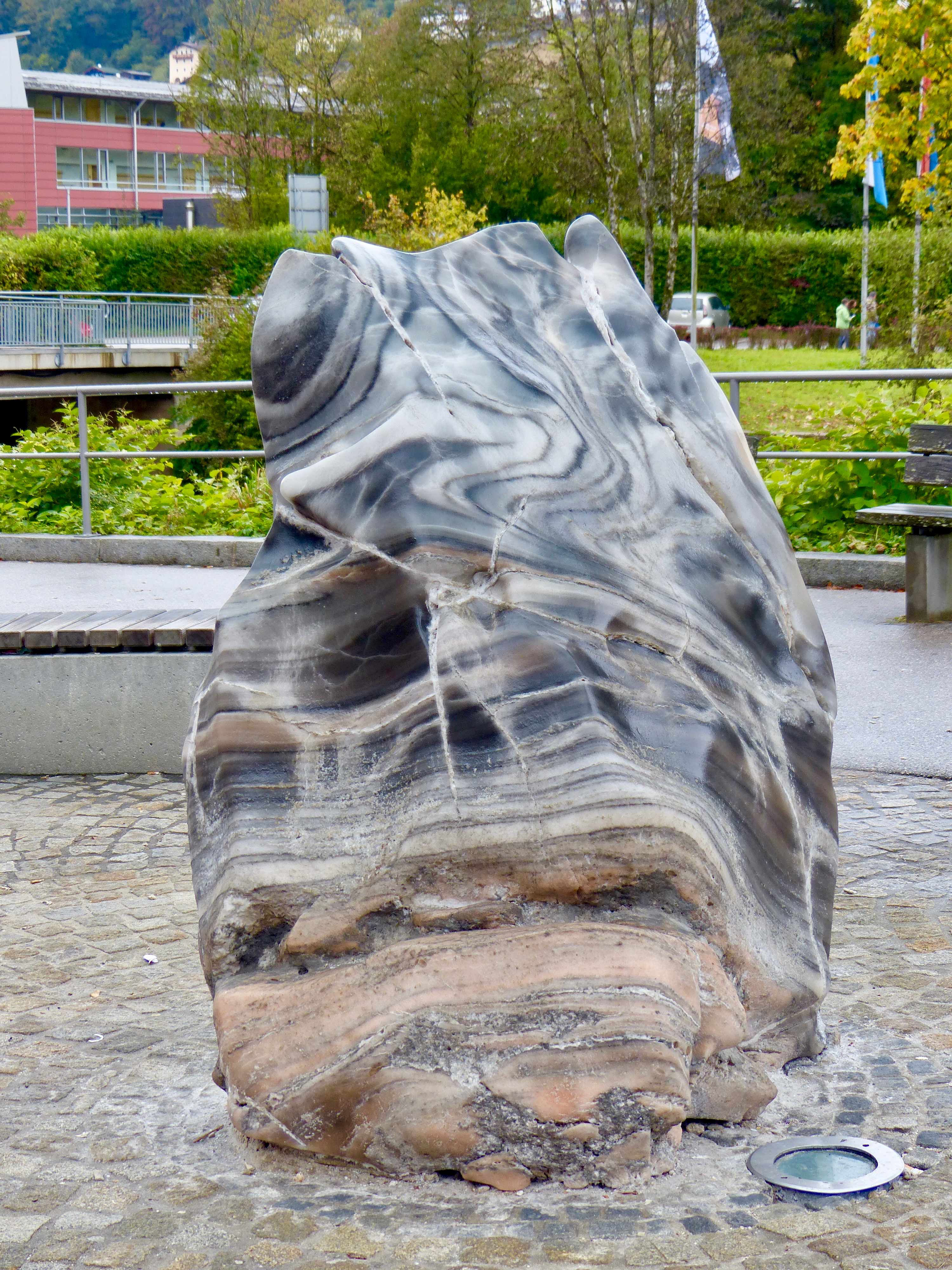
Steinsalz des Haselgebirges aus dem Salzbergwerk Berchtesgaden

Die Nördlichen Kalkalpen zeichnen sich vereinfacht durch folgende Schichtenfolge aus (vom Hangenden zum Liegenden):
- Gosau-Gruppe – Turonium bis Bartonium (Obereozän)
- Branderfleck-Formation – Cenomanium bis Coniacium
- Losenstein-Formation – Albium bis Cenomanium
- Tannheim-Formation bzw. Lech-Formation im Südwesten – Aptium bis Albium
- Schrambach-Formation bzw. Rossfeld-Formation – Berriasium bis Aptium
- Ammergau-Formation bzw. Oberalmer Schichten und Aptychenschichten sowie Plassen-Formation – Kimmeridgium bis Berriasium
- Ruhpolding-Formation bzw. Tauglboden-Formation und Strubberg-Formation – Oxfordium bis Kimmeridgium
- Chiemgau-Schichten – Bajocium bis Oxfordium
- Scheibelberg-Formation – Hettangium bis Toarcium
- Allgäu-Formation bzw. Rotkalk-Gruppe – Hettangium bis Oxfordium
- Kössen-Formation, Oberrhätkalk und Zlambach-Formation – Rhätium
- Hauptdolomit und Plattenkalk bzw. Dachsteinkalk und Pötschen-Formation – Norium
- Raibler Schichten, Lunz-Formation und Reingraben-Formation – Karnium
- Wettersteinkalk/Ramsaudolomit bzw. Partnach-Schichten und Reifling-Formation sowie Hallstatt-Gruppe – Ladinium
- Reichenhall-Formation, Steinalm-Formation und Gutenstein-Formation – Anisium
- Alpiner Buntsandstein bzw. Werfener Schichten – Induum und Olenekium
- Haselgebirge, Mitterberg-Formation und Präbichl-Formation – Lopingium (Oberperm)
- Alpiner Verrucano – Perm[10]

#### Fazies

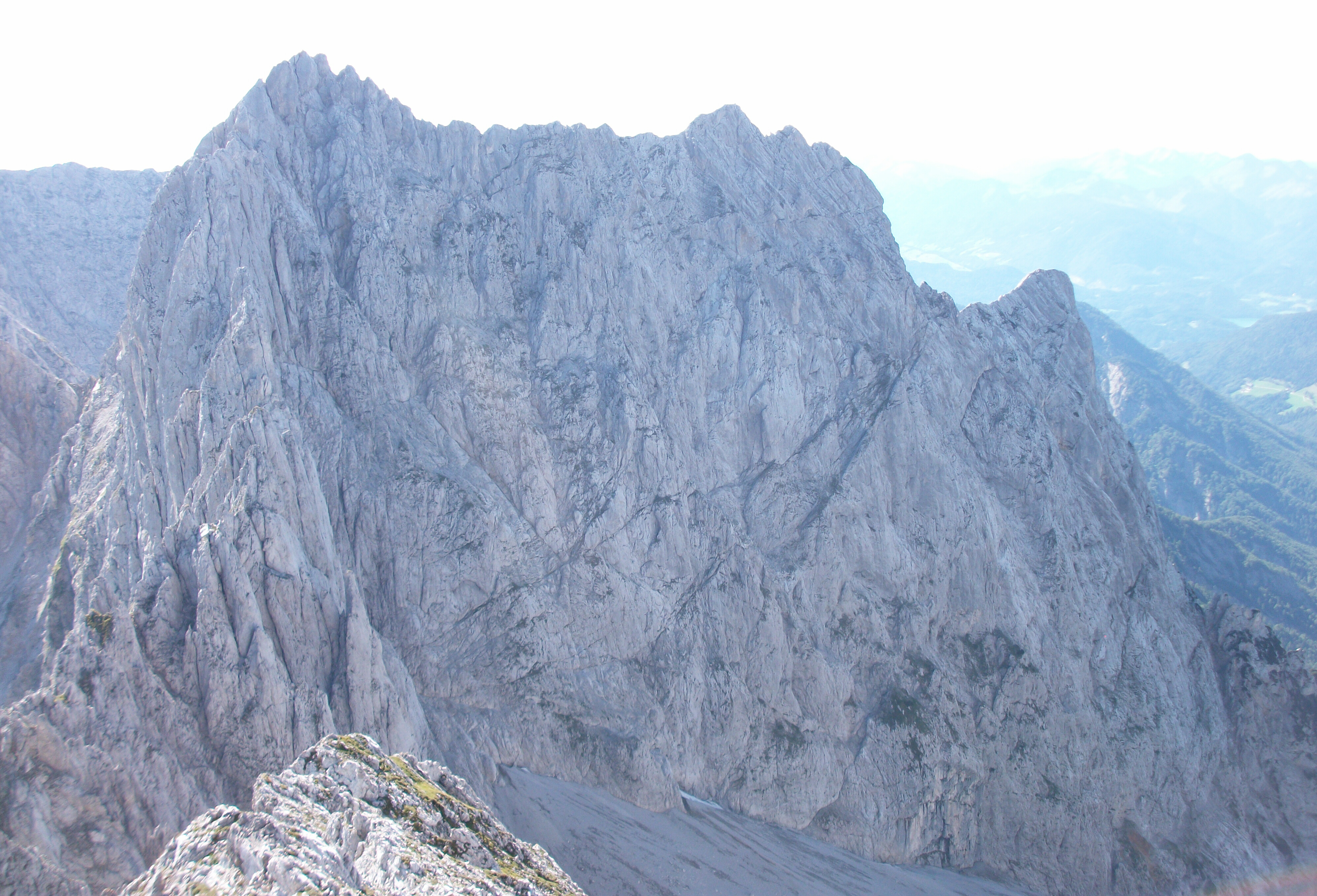
Ostseite der Ellmauer Halt (2344 m) am Wilden Kaiser. Schön zu sehen der Übergang von der Riff-Fazies in die gebankte Fazies des Wettersteinkalks (ab der Gamshalt gen Norden zur Kleinen Halt).

In der Sedimentabfolge der Nördlichen Kalkalpen lassen sich drei Faziesräume unterscheiden. Sie geben von Nordwesten nach Südosten die Abfolge vom Innenschelf über Aussenschelf zum Kontinentalhang des Meliata-Ozeans wieder: Bayerisch-nordtirolische Fazies, Berchtesgaden-Fazies und Hallstatt-Fazies. Generell lässt sich von beiden Seiten eine Mächtigkeitszunahme in Richtung Berchtesgaden-Fazies beobachten. Die Faziesunterschiede betreffen vor allem die Abfolgen des Permoskyths und der Trias.
Während des Perms wurde im bairisch-nordtirolischen Faziesraum Alpiner Verrucano abgelagert, wohingegen sich in der Hallstatt-Fazies mächtiges Haselgebirge ansammelte. Das Skythium wird in der bayerisch-nordtirolischen Fazies durch Alpinen Buntsandstein repräsentiert, der jedoch in den beiden anderen Faziesräumen durch die zusehends marine Werfen-Formation ersetzt wird. Während des unteren und mittleren Anisiums verwischten sich die Faziesunterschiede durch die Sedimentation der randmarinen Steinalm- und Gutenstein-Formation. Im oberen Anisium erfolgte sodann eine starke Subsidenz, die mit der Auflösung des Meliata-Ozeans im Zusammenhang stand. Dies bedingte die Tiefwassersedimentation des Reiflinger Kalks im bayerisch-nordtirolischen und im Berchtesgadener Faziesraum. In der Hallstatt-Fazies begann ab jetzt die Sedimentation des pelagischen Hallstätter Kalks. Das Ladinium wurde in den beiden inneren Faziesräumen vom Wettersteinkalk geprägt. Der Wettersteinkalk erscheint in zwei Fazies – einer ungeschichteten Riff-Fazies am Außenrand und einer geschichteten Lagunen-Fazies im Inneren. In Zwischenräumen mit tieferem Wasser lagerten sich Mergel der Partnach-Schichten ab. Die Becken mit Partnach-Schichten wurden aber mehr und mehr durch ein Vorrücken der Karbonatplattform eingeengt. In der Berchtesgaden-Fazies tritt Ramsaudolomit an die Stelle des geschichteten Wettersteinkalks. In der Hallstatt-Fazies setzte sich die Sedimentation des Hallstätter Kalks weiter fort. Die Riffentwicklung endete im Karnium mit der Ablagerung den nordalpinen Raibler Schichten (im Nordosten Lunz-Formation), bestehend aus Evaporiten (Rauhwacken mit Anhydrit/Gips), Tonschiefern, Sandsteinen, Kalken und Dolomiten. Die Hallstätter Kalke der Hallstatt-Fazies werden zeitweise durch die tonige Reingraben-Formation unterbrochen.

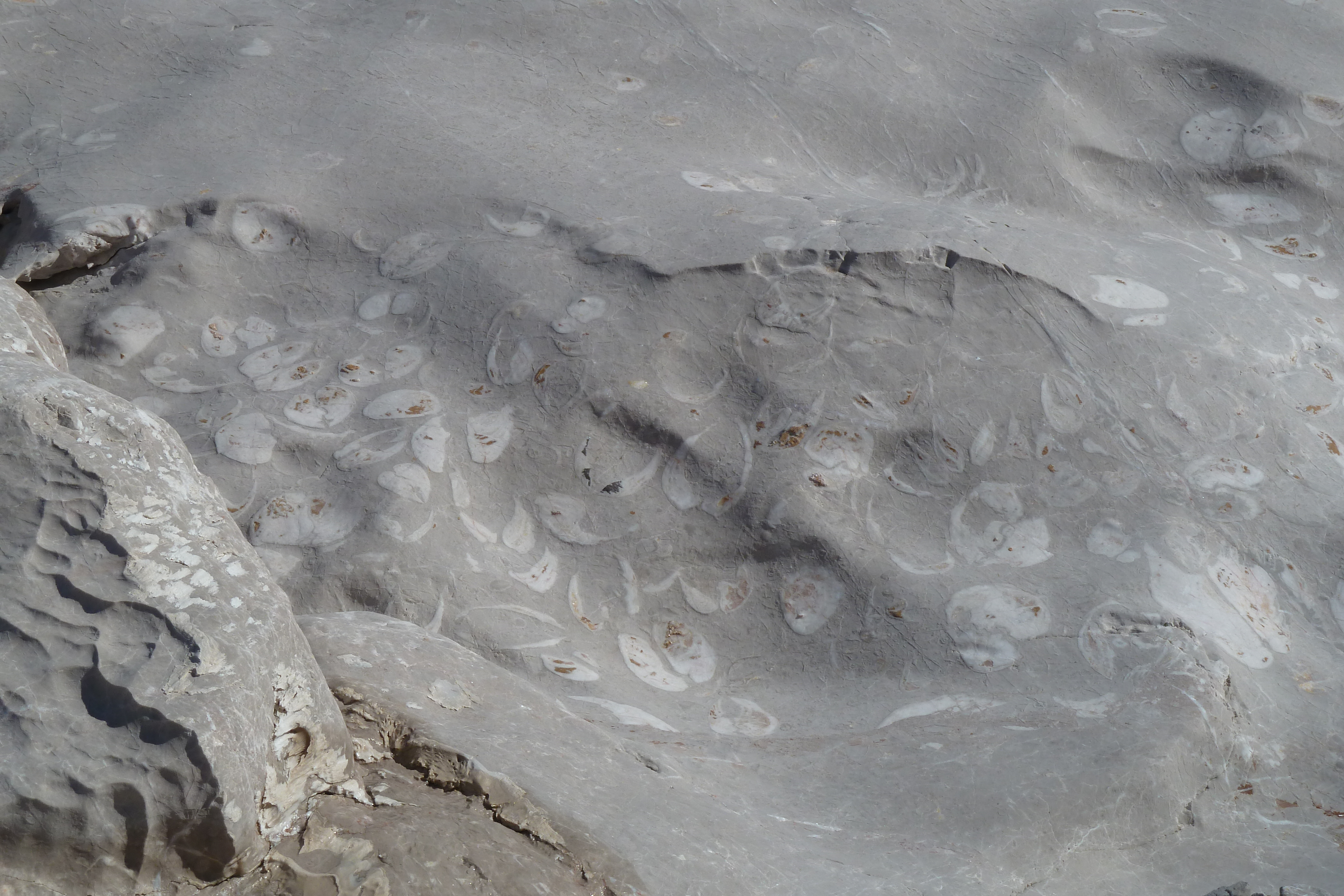
Megalodonten im Dachsteinkalk unterhalb des Großen Gosaugletschers

Im Norium entstand im Ablagerungsraum der Nördlichen Kalkalpen (und darüber hinaus) wieder eine riesige Karbonatplattform. Auf ihr setzte sich in der bayerisch-nordtirolischen Fazies der intra- bis supratidale Hauptdolomit ab – gekennzeichnet durch seine charakteristischen Algenlaminite. In der Berchtesgaden-Fazies im Südosten trat an die Stelle des Hauptdolomits der Dachsteinkalk mit seiner gebankten Fazies. Der Dachsteinkalk zeichnet sich durch Lofer-Zyklotheme aus – eine rhythmische Abfolge dolomitischer Brekzien, dolomitischer oder kalkhaltiger Algenlaminite und Megalodonkalke. Auf eine Erosionsdiskordanz im Hangenden folgt sodann der nächste Zyklus. Ursache dieser Zyklotheme waren Meeresspiegelschwankungen, wobei Hochstände durch den Megalodonkalk repräsentiert werden. Der Dachsteinkalk ist insbesondere in seinem unteren Abschnitt dolomitisiert und liegt sodann als Dachsteindolomit vor. Weiter gen Südosten schützte ein Saumriff aus ungeschichtetem Dachsteinkalk die Plattform gegen das offene Meer, in dem weiterhin pelagischer Hallstätter Kalk abgesetzt wurde.
Im Rhät ging die Karbonatplattform ihrem Ende entgegen und wurde durch Tonschiefer (mit Fossilkalklagen) der Kössen-Formation abgelöst. Der Dachsteinkalk hielt sich jetzt nur noch punktuell in der Berchtesgaden-Fazies. Gegen Ende des Rhäts progradierten erneut Riffe des Oberrhätkalks. In der Hallstätter Fazies wurden jedoch das gesamte Rhät über Mergel der Zlambach-Formation sedimentiert.
Während dem Unter- und Mitteljura erfuhr der Bereich der Nördlichen Kalkalpen starke Dehnungs- und Subsidenzbewegungen. Die resultierenden Abschiebungen etablierten jetzt auf der vormaligen Karbonatplattform ein Horst- und Grabensystem. In den Gräben sammelten sich Mergel und Kieselkalke, aber auch Turbidite und Brekzien der Allgäu-Formation. Auf den Schwellen bildeten sich geringmächtige, oft rotgefärbte Kalke – der Hierlatzkalk (ein Crinoidenkalk) und der Adneter Kalk (ein ammonitenführender Knollenkalk). Im Bathonium drang unter anhaltender Krustendehnung der Piemont-Ligurien-Ozean in den Alpenraum nordöstlich des Ostalpins ein, weswegen letzteres ebenfalls abzusacken begann. Es stellten sich daher im Raum der Nördlichen Kalkalpen weitgehend tiefmarine Bedingungen ein, so dass sich nun während des ausgehenden Calloviums und im Oxfordium die Radiolarite der Ruhpolding-Formation bilden konnten. Diese kalkarmen bis kalkfreien Kieselsedimente waren wahrscheinlich unterhalb der Kalzitkompensationstiefe entstanden. Zu diesem Zeitpunkt glitten aus dem Hallstätter Faziesbereich im Südosten Hallstätter Decken in die Radiolaritbecken. Es handelt sich hier um kilometergroße Olistholithen, die wahrscheinlich durch die Inselbogen-Kontinentkollision des Meliata-Ozeans in Bewegung gesetzt worden waren. Nachdem die tektonischen Bewegungen zur Ruhe gekommen waren, konnte sich im Gebiet der späteren juvavischen Decken auf den Olistolithkomplexen von Neuem eine Karbonatplattform ausbreiten – der Plassenkalk. Im Nordwesten bildeten sich hingegen tiefmarine Aptychenkalke.

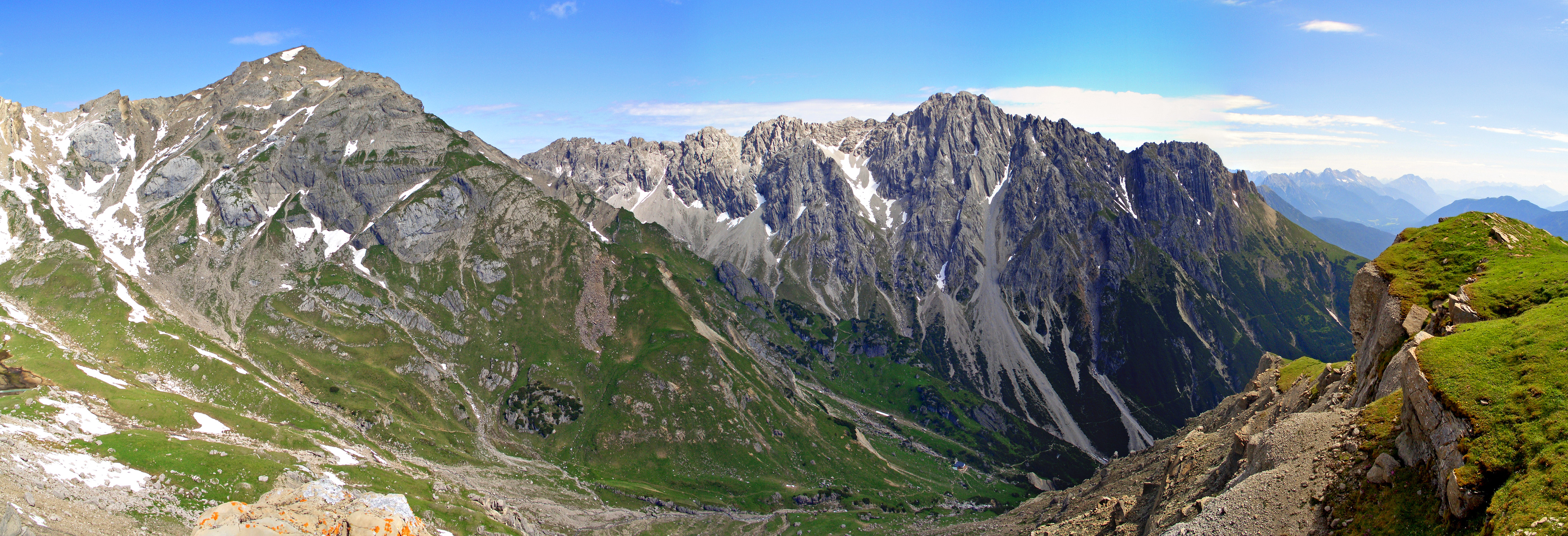
Die Gosausedimente des Muttekopfs (2774 m) am linken Bildrand, Hintere Platteinspitze (2723 m) rechts. Beeindruckend sind die riesigen einsedimentierten Olistholithen.

Bereits ab der Unterkreide begannen die Deckenüberfahrungen in nordwestlicher Richtung. Vor der Überschiebungsfront entstanden tiefe Senken, in die turbiditreiche Abfolgen wie die Rossfeld-Formation des Valanginiums und Barremiums geschüttet wurden. Die Überfahrungen waren diachron erfolgt, so reicht beispielsweise die vergleichbare, im Westabschnitt der Nördlichen Kalkalpen sedimentierte Lech-Formation noch bis ins Unterturon hinauf (im Ostabschnitt hatten die tektonischen Bewegungen folglich früher eingesetzt). Im Turon bildete sich sodann eine bedeutende Diskordanz heraus – die sogenannte Vorgosau-Phase oder Trupchun-Phase.
Ab dem Oberturon erfolgte die Sedimentation der syntektonischen Gosau-Gruppe, die bis ins Eozän andauern sollte. Die typische Sequenz der Gosau-Gruppe sind Schwemmkegelsedimente kontinentalen Ursprungs (vorwiegend Konglomerate) gefolgt von flachmarinen Kalken mit den so charakteristischen Rudisten und schließlich tiefmarine Mergel mit Turbiditen und Schuttströmen. Die Gosausedimente liegen den Decken auf und sind selber zum Teil verfaltet.

### Magmatismus
Magmatische Gesteine sind in den Nördlichen Kalkalpen unterrepräsentiert. Im Perm finden sich Vulkanite (vorwiegend Rhyolithe) im Verrucano, aber auch im Haselgebirge. In den Arlbergschichten des Ladiniums sind sodann die mafischen Vulkanite des Melaphyr von Lech anzuführen.
Eine weitere Ausnahme bilden die unterkretazischen Ehrwaldite in der Lechtal-Decke südlich des Zugspitzmassivs. Es handelt sich hierbei um basanitische Ganggesteine (Nephelinbasanit), die in einer schmalen, knapp 50 Kilometer langen Zone (Puitental) mesozoische Sedimentgesteine bis zur Unterkreide durchschlugen. Ihr Alter wurde mit rund 100 Millionen Jahren bestimmt, sie stammen somit aus dem Oberen Albium. Aus ihrer Gegenwart lässt sich schlussfolgern, dass zur Zeit ihres Magmenaufstiegs keine Subduktionszone unter den Nördlichen Kalkalpen vorhanden war. Ihr Aufstieg war unter Dehnung erfolgt, als die Nördlichen Kalkalpen noch keinen Deckenbau aufwiesen und auf einem kontinentalen Sockel lagen, weit entfernt von einer penninischen Subduktionszone. Der Aufstieg der basanitischen Ehrwalditschmelzen ist möglicherweise einem Horst-Graben System geschuldet – mit Beziehungen zu transpressiver Tektonik.

### Großtektonische Spannungsfelder
Die Nördlichen Kalkalpen unterlagen einer polyphasen Deformationsgeschichte, die in drei Spannungsregimes unterteilt werden kann:
- Von der Trias bis zur Kreide bestimmte großräumige Dehnung (Extension) den Nordwestrand der Tethys – wodurch sich Abschiebungen und sie segmentierende Blattverschiebungen entwickelten. Die Abschiebungen sind nur selten im Gelände anzutreffen, sie können aber aus Mächtigkeitsunterschieden oder am Fehlen von einzelnen Schichten rekonstruiert werden.[12]
- Mit dem Ende der Unter- und Beginn der Oberkreide führte Einengung (Kompression) zur Ausbildung von Überschiebungen, zu mehreren Sets von Blattverschiebungen unterschiedlicher Orientierung, zu Faltungen und zur eigentlichen Orogenese mit späterer isostatischer Heraushebung.
- Ab dem Miozän schließlich bewirkten postkollisionale und gravitativ gesteuerte Zergleitungsvorgänge unter seitwärtiger Streckung die Anlage von Abschiebungen, die Reaktivierung älterer Störungen und die Ausbildung intramontaner Becken.

### Geodynamik

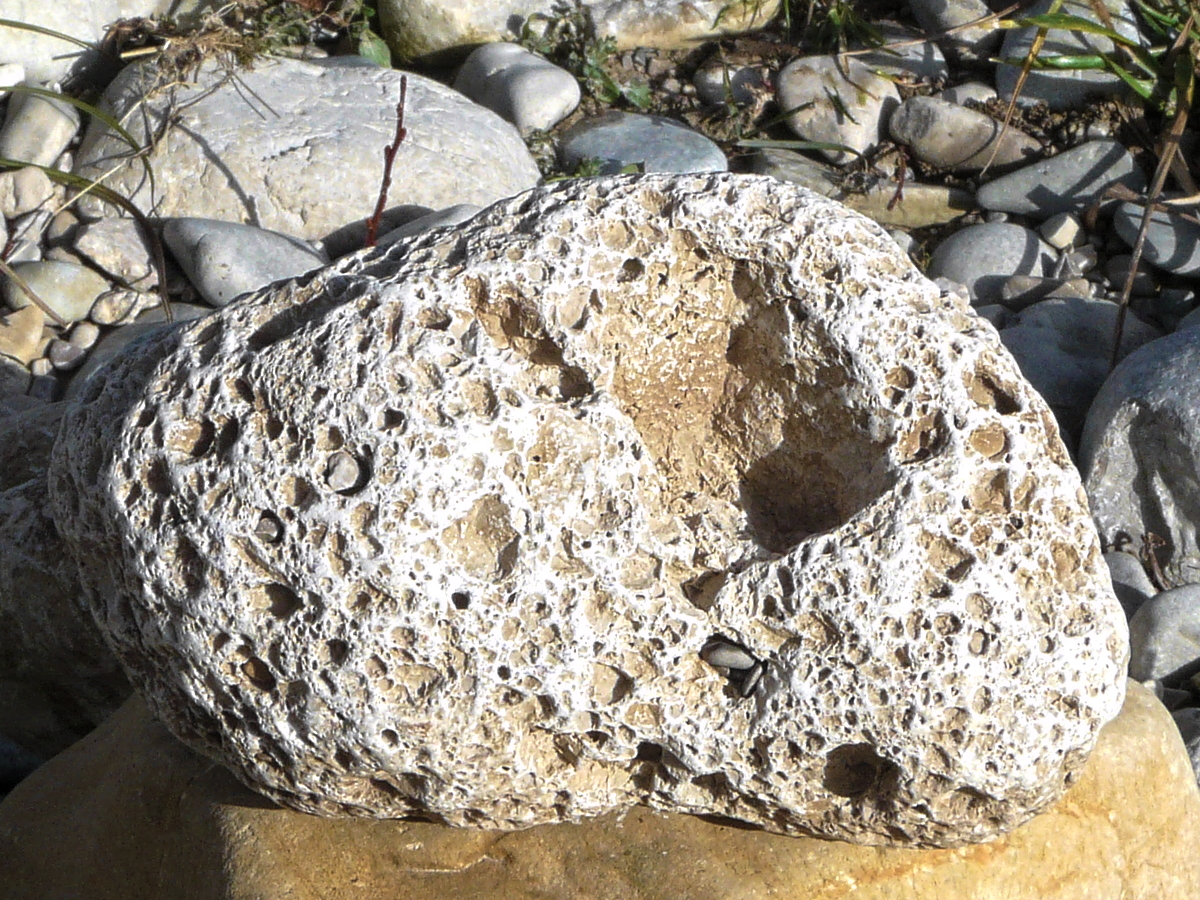
Rauhwacke der Raibler Schichten, Geröll aus der Traun. Die sehr inkompetenten Raibler Schichten bilden oft einen bedeutenden Abscherhorizont.

Die Nördlichen Kalkalpen treten uns zwar als größte zusammenhängende Kalkmasse der Nordalpen entgegen, sie sind aber keineswegs ein einheitlicher tektonischer Verband. Überdies sind sie ortsfremd (allochthon) und von ihrem ursprünglichen Verwurzelungsgebiet generell in nördliche Richtung abgeglitten. Zusammen mit der unterlagernden Nördlichen Grauwackenzone ruhen sie jetzt auf einem fremden, penninischen Untergrund. Dass die Nördlichen Kalkalpen allochthon sind, gilt heute allgemein als gesichert. Beweise hierfür liefern ihr Westrand, die Flyschfenster, mehrere Tiefbohrungen und seismische Tiefenprofile. An ihrem Westende ist ihre allseitige Unterlagerung durch die Arosa-Zone und penninische Flyschserien sogar direkt einzusehen. Dort lässt sich selbst für ihre ostalpine Sockelunterlagerung noch Deckennatur erkennen.
Insgesamt stellen die Nördlichen Kalkalpen einen riesigen, heterogenen Falten- und Deckenkörper dar (Englisch fold-and-thrust-belt), dessen Wurzel wahrscheinlich südlich der Hohen Tauern, jedoch nördlich der jetzigen Südalpen zu suchen sein dürfte. Der Großteil der Falten verdankt ihre Entstehung Überschiebungen und deren Richtungsänderungen. Umgekehrt können entstehende Faltenzüge ihrerseits neue Überschiebungen auslösen, wie z. B. die out-of-syncline-thrusts, bei denen Aufschiebungen aus Synklinalen hervorgehen. Die Trias der bayerisch-nordtirolischen Fazies im Westen ist meist zu großen Faltenstrukturen verformt, wohingegen die Berchtesgaden-Fazies im Osten aufgrund ihrer mächtigen Trias-Karbonatplattformen meist nur flachliegende Schuppen ausbildet.
Die tektonische Entwicklung der Nördlichen Kalkalpen war nach den jurassischen Bewegungen in zwei Hauptstufen erfolgt:
- im Zeitraum späte Unterkreide bis Oberes Eozän hatte sich ein Nordwest-vergenter Deckenstapel aufgrund von transpressiven, rechtshändigen Scherbewegungen im orogenen Kollisionskeil des Ostalpins herausgebildet.
- im Miozän waren sodann Krustenkeile in den zentralen Ostalpen in Ostrichtung ausgepresst worden, wodurch die Scherbewegungen in ihr linkshändiges Gegenteil umschlugen.

Die transpressive, d. h. schräg erfolgende Einengungstektonik mit einer Gesamtverkürzung von 54 bis 65 Prozent manifestierte sich in den Nördlichen Kalkalpen durch Nordwest-gerichtete Deckenüberschiebungen, die in einem spitzen Winkel sowohl zur jetzigen Ostnordost-Ausrichtung des Orogens als auch zu dessen Nordrand angelegt waren. Decken und Deckenfalten erschienen en-échelon (in gestaffelter Anordnung) und wurden gegeneinander durch rechtshändige Seitenverschiebungen in Ostsüdost-Richtung versetzt. Hierdurch entstand ein Muster aus rhomboedrischen Blöcken. Die Hauptdehnungsrichtung war Nordost und verlief parallel zu Faltenzügen und Deckenstirnen, aber auch zur internen Streichrichtung des Orogens.
Die jetzige bzw. nachmiozäne räumliche Disposition der Strukturen erklärt sich folglich durch eine paläomagnetisch nachgewiesene Drehung von rund 30 Grad im Uhrzeigersinn. Unmittelbar vor dieser Rotation, die im Campanium vor 80 Millionen Jahren ihren Höhepunkt erreichte, dürfte die Haupteinengungsrichtung noch in etwa parallel zum kristallplastischen Fließen des zentralen Ostalpins, d. h. in westlicher bis westnordwestlicher Richtung, gelegen haben.

### Decken

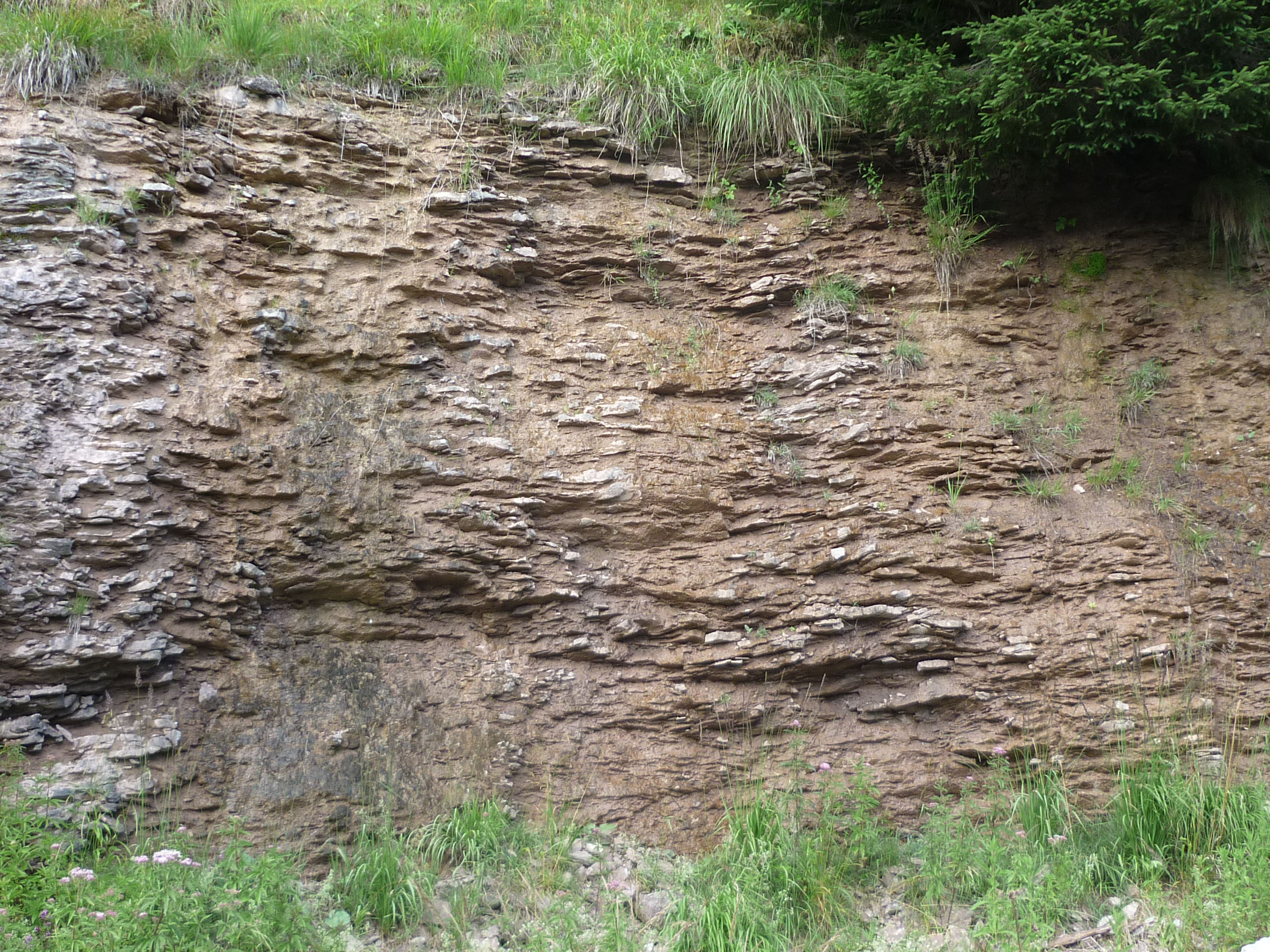
Allgäu-Formation der Allgäu-Decke aus den Tannheimer Bergen

Innerhalb des kalkalpinen Deckenstapels lassen sich drei Überschiebungsbahnen erster Ordnung unterscheiden, welche sich fazieller Übergänge im Sedimentpaket und daraus entstehender Kompetenzunterschiede bedienen. Eine bedeutende Rolle spielen hierbei evaporitische, aber auch ton- und mergelreiche Lagen als prinzipielle Abscherhorizonte – beispielsweise das Haselgebirge mit Halit und Anhydrit, die Reichenhall-Formation, die Raibler Schichten ohne Halit aber mit Gips sowie die tonhaltigen Partnach-Schichten. Die Überschiebungen erfolgten meist als so genannte ramp-flat-structures, deren Rampen widerstandsfähige Gesteinspakete wie den Wettersteinkalk oder den Hauptdolomit mit einem Winkel von rund 30° durchfuhren und deren flache Gleitbahnen sich der angeführten inkompetenten Formationen bedienten. Die sekundäre Innenarchitektur des Deckenstapels war hauptsächlich von bereits vorhandenen Störungen bestimmt worden.
Der Deckenstapel war während der Oberkreide aus generell nordwestwärts gerichteten Tangentialbewegungen hervorgegangen. Im Regelfall sind hierbei die zuoberst liegenden Decken am ältesten. Aus diesem Grund sind höherliegende Decken durch die Imbrikation der darunterliegenden Decke oft verfaltet. Beispielsweise wurde die ältere Lechtal-Deckenbasis durch die Unterschiebung der jüngeren Allgäu-Decke gefaltet. Es gibt aber auch asynchron verlaufende Deckenüberschiebungen wie die Inntal-Decke, die zwar der im Aptium bis Albium gebildeten Lechtal-Decke aufliegt, jedoch mit Albium bis Cenomanium ein jüngeres Alter aufweist.

#### Gliederung
Geodynamisch gliedern sich die Nördlichen Kalkalpen folglich in drei Großeinheiten – das zuunterst liegende Bajuvarikum, das Tirolikum in intermediärer Position und das Juvavikum im Hangenden.
Diese Großeinheiten werden dann weiter unterteilt, so beispielsweise das Bajuvarikum in die Cenoman-Randschuppe (auch Randcenoman), die Allgäu-Decke und die Lechtal-Decke. Das Tirolikum gliedert sich in Staufen-Höllengebirgsdecke, Inntal-Decke (auch Inntal-Krabachjoch-Decke) und Werfener Schuppenzone. Das Juvavikum setzt sich aus der Hallstätter Decke, der Reiteralm-Decke bzw. Berchtesgaden-Decke und der Dachstein-Decke zusammen. Der untere Abschnitt des Juvavikums stellt keine Decke im eigentlichen Sinne dar, sondern beinhaltet Ablagerungen im Rücken des Tirolikums, in die gigantische Olistholithen der Hallstätter Decke eingeglitten waren. Die Decken des oberen Abschnitts zeichnen sich durch mächtigen Dachsteinkalk aus.
Östlich von Kufstein dringt das Tirolikum schräg nach Nordost gegen den Alpenrand vor, so dass die bajuvarischen Decken überfahren werden und sodann im Mittelabschnitt gänzlich fehlen. Weiter im Osten schwingt dann das Tirolikum wieder nach Südosten zurück, und das Bajuvarikum erscheint erneut in Gestalt der Ternberger Decke und der Frankenfelser Decke – den östlichen Pendants der Allgäu-Decke – gefolgt im Hangenden von der Reichraminger Decke und der Lunzer Decke, den Äquivalenten der Lechtal-Decke. Tirolische Decken sind weiter ostwärts die Totengebirgsdecke, die Warscheneck-Decke, die Reisalpendecke, die Unterbergdecke und die Göllerdecke. Das Juvavikum wird hier durch die Mürzalpendecke und die Schneebergdecke vertreten.

#### Zeitliche Entwicklung
Zeitlich lassen sich die Deckenbewegungen im Einzelnen wie folgt gliedern:
- Überschiebung des Meliatikums im Oxfordium vor 160 Millionen Jahren auf Juvavikum und Südrand des Tirolikums (über Allgäu-Formation und Rotkalk-Gruppe hinweg). Sedimentation der Strubberg-Formation mit ultrabasischem Ophiolithdetritus.
- Überschiebung des aus der Hallstadt-Zone stammenden Juvavikums auf die Strubberg-Formation des Tirolikums etwas später im Verlauf des Oxfordiums (vor zirka 158 Millionen Jahren) – zeitgleich mit der Ablagerung der Tauglboden-Formation und der Ruhpolding-Formation.
- Remobilisierung und Überschiebung von bereits einsedimentiertem Juvavikum auf die Rossfeld-Formation des Tirolikums (während des Barremiums vor rund 130 Millionen Jahren). Erneuter Eintrag ophiolithischer Komponenten.
- Überschiebung des Tirolikums auf Bajuvarikum (Losenstein-Formation) mit Beginn des Cenomaniums vor 100 Millionen Jahren.
- Rücküberschiebungen am Kalkalpensüdrand im Oberen Paläozän und Unteren Eozän vor 50 bis 45 Millionen Jahren.
- Überschiebung des Bajuvarikums und tektonisch auflagernder Systeme auf Randcenoman, Rhenodanubikum und schließlich Molassezone im Lutetium/Bartonium vor 40 Millionen Jahren. Im Tirolikum weiterer interner Deckenbau durch die Ausbildung neuer Scherbahnen, die im Westen bis auf das unterlagernde Bajuvarikum herabgreifen. Ingression der inneralpinen Molasse und Ablagerung der Inntal-Gruppe um Kufstein und bei Bad Reichenhall.[16]

### Metamorphose
Erste Metamorphoseereignisse hatten im Ostalpin bereits im Oxfordium und Kimmeridgium vor 160 bis 150 Millionen Jahren begonnen und eine Blauschiefermetamorphose im Sedimentationsraum des Meliata-Ozeans induziert. Das eigentliche Austroalpin wurde dann im Cenomanium und Turonium zwischen 100 und 90 Millionen Jahren von einer Eklogitmetamorphose betroffen. Die Wärmefront wanderte dann sukzessive weiter gen Nordwesten und erreichte das Penninikum im Lutetium zwischen 49 und 40 Millionen Jahren, den Valais-Ozean im Lutetium und Bartonium zwischen 45 und 37 Millionen Jahren und den kontinentaleuropäischenen Nordrand zwischen 42 und 31 Millionen Jahren. Die Metamorphose endete in den Ostalpen somit erst im Rupelium (Oberoligozän).
Da aber die Nördlichen Kalkalpen die zuoberst und am weitesten nördlich liegende Deckeneinheit des ostalpinen Deckenstapels bilden, wurden sie so gut wie nicht metamorph beansprucht. Eine Ausnahme bildet ihr Südrand, der schwache anchimetamorphe Veränderungen dokumentiert (Zeolith-Fazies mit Temperaturen bis 250 °C), die vor allem die siliziklastischen Sedimente des Permoskyths betreffen. Erreicht wurden sehr niedrige bis niedrige Metamorphosegrade, nachgewiesen anhand der Illit-Kristallinität. Das Alter dieses Metamorphoseereignisses konnte mit 154 Millionen Jahren (Kimmeridgium) bestimmt werden. Ein Zusammenhang mit der Schließung des Meliata-Ozeans wird angenommen.
Arbeiten mit Hilfe des Conodonten-Farbänderungsindexes konnten in Teilen der juvavischen Decken ein weiteres thermisches Ereignis belegen, welches sogar den ältesten Überschiebungen des Oberjuras noch vorherging. In den Hallstätter Kalken der Pailwand bei Abtenau fanden Gawlick und Höpfer (1996) für den Zeitraum Mittel- bis früher Oberjura sogar Anzeichen für eine Mitteltemperatur-Hochdruck-Metamorphose.
Ferner konnte in der Unterkreide eine Metamorphose vom Barrow-Typ nachgewiesen werden, deren Alter sich um 90 Millionen Jahre (Turonium) zentrieren. Neubildungen waren hierbei die Minerale Pyrophyllit und Pumpellyit bei Temperaturen von rund 200 °C. Auslöser war die Subduktion kontinentalen Grundgebirges, in die der Südrand der Nördlichen Kalkalpen mit einbezogen wurde.

### Paläogeographie und Plattentektonische Entwicklung

#### Allgemeines

Die generelle Ostdrift der Afrikanischen Platte ist verantwortlich für die Entstehung der Alpen

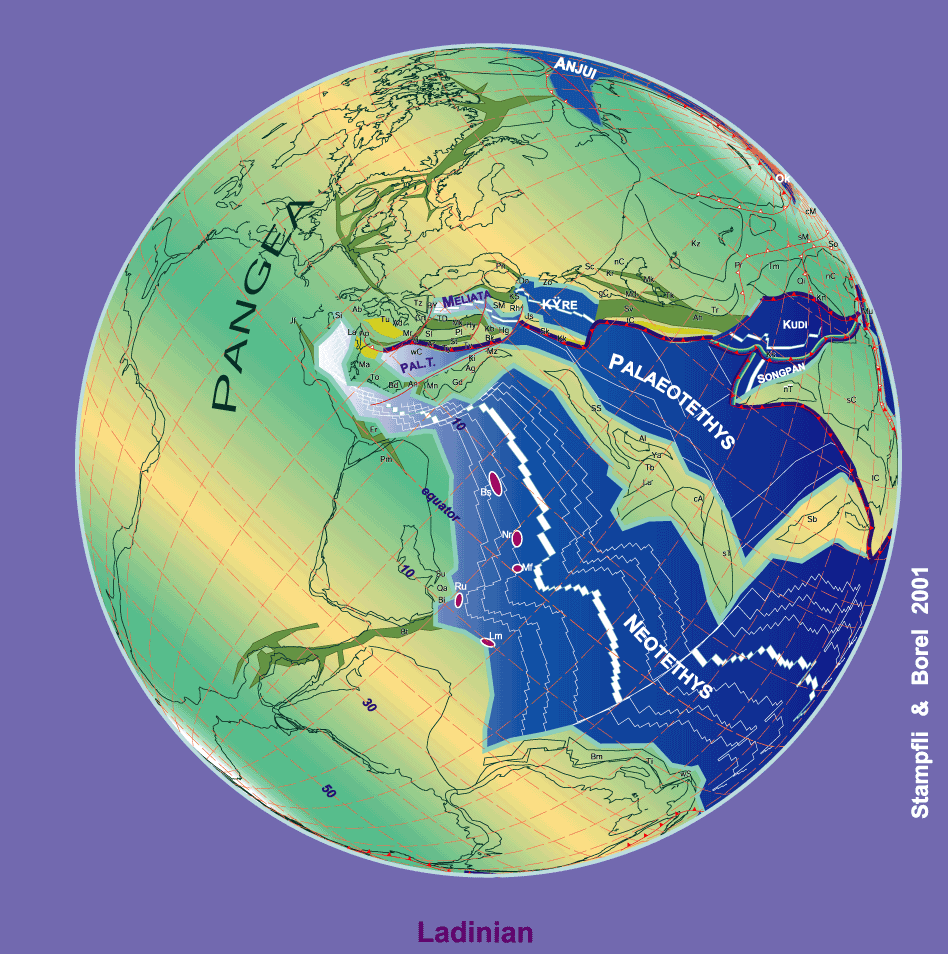
Plattentektonische Rekonstruktion im Ladinium vor 230 Millionen Jahren – vor der Öffnung des Atlantiks. In den Nördlichen Kalkalpen entstand die Karbonatplattform des Wettersteinkalks.

Die Relativbewegungen der Afrikanischen und der Eurasischen Platte hatten bereits Pitman und Talwani (1972) und auch Dewey u. a. (1973) anhand der magnetischen Anomalien im Atlantik untersucht. Sie fanden für den Zeitraum 180 bis 80 Millionen Jahre (Toarcium bis Campanium) eine generelle Südostbewegung Afrikas gegenüber Eurasien, die ab 148 Millionen Jahren (Jura/Kreidegrenze) durch eine leichte Rotation gen Nordost zusätzlich eine starke dextrale Scherung induziert hatte. Die generelle Ostdrift änderte sich schlagartig ab 81 Millionen Jahren (Campanium) und schlug in eine westnordwestliche Richtung Afrikas gegenüber Eurasien um. Vorhergegangen war außerdem die Öffnung des Nordatlantiks um 95 bis 90 Millionen Jahren (Turonium). Diese Richtungsumkehrung bewirkte eine relative Nordbewegung Afrikas zu Beginn der Oberkreide. Die Westwärtsbewegungen Afrikas dauerten bis 53 Millionen Jahre (Untereozän) an. Ab 53 Millionen Jahren bis auf den heutigen Tag drehte Afrika dann gegenüber Eurasien auf Nordkurs. Ergebnis war die Kontinentalkollision (Alpine Hauptphase) im Oberen Eozän und Oligozän.
Ein Großteil der Kalkalpengesteine war im Zeitraum Oberperm bis Unterjura auf dem nördlichen Kontinentalschelf der Adriatischen Platte (kurz Adria oder auch Apulische Platte) abgelagert worden. Letztere bildete einen nach Norden vorragenden Sporn, der geologisch zu Afrika gehörte. Die geodynamischen Bewegungen der Afrikanischen Großplatte und der dazwischenliegenden Adriatischen Mikroplatte sollten letztendlich für die Entstehung des Alpenorogens von entscheidender Bedeutung sein.
Dem eigentlichen Ablagerungsraum der Nördlichen Kalkalpen wird oft noch die Hallstatt-Zone und weiter südwestlich das Meliaticum angegliedert. Die Hallstatt-Zone lag auf verdünnter kontinentaler Kruste und bildete den Schelfrand zu den Westausläufern der Tethys im Südosten – dem Meliata-Ozean (bzw. Meliata-Maliac-Ozean). Dieser war ein westliches Randbecken der Tethys, das sich ab dem Anisium geöffnet hatte. Ab diesem Zeitpunkt bildeten die Ablagerungsgebiete des Austroalpins und Südalpins den nordwestlichen Kontinentalrand zum Meliata-Ozean. Die Schelfplattform weiter nordwestlich war Sedimentationsraum der Nördlichen Kalkalpen, der sich in der Obertrias auf rund 28 Grad nördlicher Breite befand.
Mittlerweile differenzieren jedoch Handy u. a. (2010) die nördlich von Adria gelegene Kleinplatte Alcapia (ein Akronym aus Alpen und Karpaten) als Ablagerungsraum der Kalkalpensedimente. Diese Kleinplatte ging mit ihrem südöstlichen Kontinentalrand (der Hallstatt-Zone) in den Meliata-Ozean über, der seinerseits am Ende der Trias nach Südosten unter den Vardar-Ozean subduziert wurde (der Vardar-Ozean sollte bis zum Ende der Oberkreide bestehen bleiben). Hierdurch entstand ein Inselbogen, der im Oberjura mit Alcapia kollidierte, wodurch Ophiolithe kontinentwärts aufgeschoben wurden. Diese Oberjura-Ophiolithe stehen jetzt in den Dinariden an, wurden aber im Austroalpin während der Kreide wegerodiert und sind nur noch als exotische Komponenten in den Gosau-Sedimenten nachzuweisen.
Eine linkshändige Seitenverschiebung, ein früher Vorläufer der Periadriatischen Naht, trennte Alcapia von Adria im Süden. Im Norden wurde Alcapia durch Staffelbrüche von der Kleinplatte Tiszia abgetrennt. Staffelbrüche trennten Alcapia auch von Eurasien (bzw. Europa), an denen später der penninische Ozean eindringen sollte.

#### Bewegungsablauf

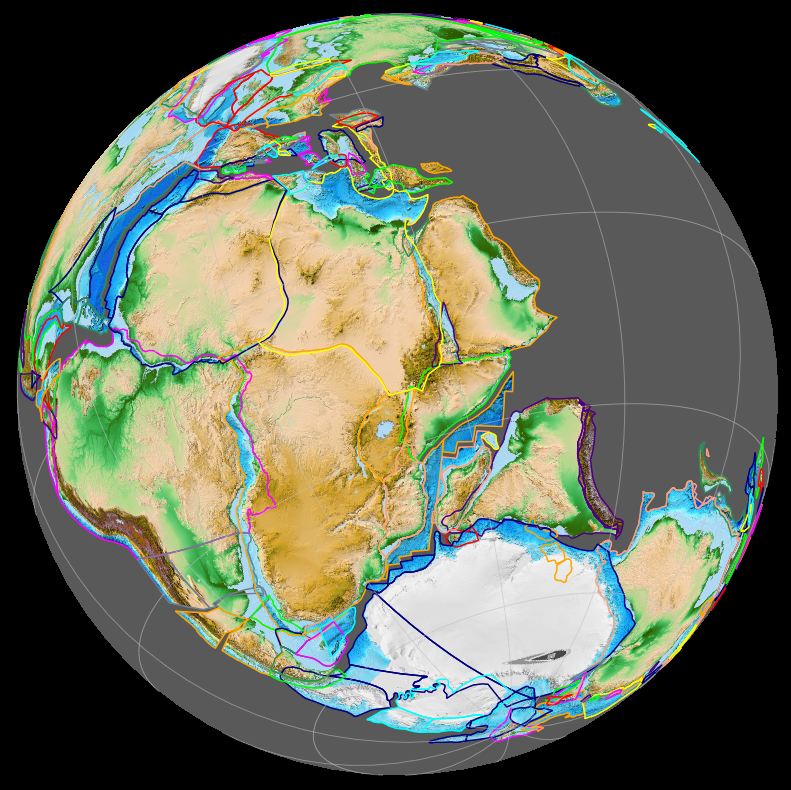
Plattenrekonstruktion für das Tithonium vor 150 Millionen Jahren

Erste tektonische Bewegungen gehen in die Mittel- und Obertrias zurück und beeinträchtigten das oberpermische Haselgebirge. So deuten die großen Mächtigkeitsunterschiede in der auflagernden Hallstatt-Formation und die in ihr wieder umgelagerten Haselgebirgstrümmer (Olistholithen) auf das örtliche Entstehen von Salzwalzen, Salzkissen und Salzdecken im Untergrund. Dieses tektonische Ereignis wurde dann von der flachmarinen, oberjurassischen Plassen-Formation versiegelt.
Ab dem Mittel- und Oberjura war es auf der Adriatischen Platte zu einer ersten Deckenstapelung von Sedimentgesteinen gekommen – bewirkt durch die Schließung eines am Westende der Neotethys gelegenen Meeresbeckens, dem so genannten Meliata-Ozean (bzw. Meliata-Maliac-Vardar-Ozean), der durch Ozeanbodenspreizung bereits in der Obertrias (Karnium) vor 220 Millionen Jahren entstanden war. Der Meliata-Ozean war nach Südosten unter den Vardar-Ozean (Neotethys) subduziert worden, so dass ein vorrückender Akkretionskeil mit ophiolithischen Decken (die jetzige klassische Hallstätter Fazies) in Richtung Alcapia ausgepresst (obduziert) wurde. Gleichzeitig wurden Evaporite des Haselgebirges in tiefe Meeresbecken injiziert und dort stellenweise erneut tektonisch wiederaufgearbeitet. Diese frühen oberjurassischen, kompressiven Bewegungen werden oft als Kimmerische Phase bezeichnet (zirka 160 bis 150 Millionen Jahre).
Nach Krustendehnung im Unterjura und unteren Mitteljura entfaltete sich ab dem Bathonium und im Oxfordium ein Meeresarm, der sich zwischen den südöstlichen Kontinentalrand Eurasiens und Alcapia gedrängt hatte und dadurch eine Verbindung zwischen dem noch jungen mittleren Nordatlantik im Westen und der Tethys im Osten herstellte. Dieser Meeresarm wird als Piemont-Ligurien-Ozean oder auch als Alpine Tethys bezeichnet. In ihm lagerten sich die teils ozeanischen Gesteine des Penninikums ab – Ophiolithe und sie überdeckende Radiolarite. Erste Grabenbruchbewegungen an diesem Meeresarm (so genanntes Rifting) hatten bereits vor 170 Millionen Jahren im Unterjura (Bajocium) begonnen. Die mit 21 Millimeter/Jahr relativ langsam erfolgende Spreizung des Piemont-Ligurien-Ozeans sollte bis 130 Millionen Jahre anhalten. Das Rift war südlich von Iberia als linksverschiebende Transformstörung nach Osten vorgedrungen und verbreiterte sich dann zum eigentlichen, nach Nordosten spreizenden Piemont-Ligurien-Ozean. Der entstehende Ozean wurde an seiner Nordostseite von der bandförmigen Kleinplatte Alcapeca gesäumt (Akronym für Alborán-Meer, Kabylei, Monti Peloritani und Kalabrien). Wie der Ozean nach Osten in Richtung Tethys weiter vordrang, ist nicht klar, zumindest umgürtete er dabei in seinem Nordabschnitt den Kleinkontinent Cervinia.
In diesem Zusammenhang sei am Rande erwähnt, dass ab der Jura/Kreide-Grenze vor 146 Millionen Jahren Grabenbrüche linksseitig des Piemont-Ligurien-Ozeans entstanden, die ab dem Barremium vor 130 bis 125 Millionen Jahren zur Spreizung des Valais-Ozeans übergingen. Der Zwischenraum wurde von dem Hochgebiet des Briançonnais eingenommen. Während der Unterkreide hatte sich der spreizende Nordatlantik bis auf die Höhe der Biskaya vorgearbeitet und drang entlang der Pyrenäen weiter gen Osten bis zum Valais-Ozean vor. Die Spreizung des Valais-Ozeans erfolgte bis 92 Millionen Jahre (Turonium) und war mit 3 Millimeter/Jahr von extrem geringer Spreizungsrate. Wann genau der Valais-Ozean wieder geschlossen wurde, ist noch unsicher, möglicherweise bereits gegen Ende der Oberkreide, spätestens aber im Paläogen.
Gegen 135 Millionen Jahre (Valanginium) wurde sodann der bereits im Jura begonnene Deckenstapel im Verlauf der Unterkreide während der Schließung der alpinen Tethys mehrfach tektonisch überprägt und verändert. Dieser bis etwa 100 Millionen Jahre andauernde Entwicklungsabschnitt ist als Eoalpine Phase bekannt.
Auch die orogenen Bewegungen in der Unterkreide waren ihrerseits mit der Subduktion großer Mengen von Krustenmaterial unter das Westende der Meliata-Einbuchtung einhergegangen. Hierdurch war vor rund 95 Millionen Jahren eine eklogitische Subduktionszone entstanden, die dann später wieder exhumiert wurde. Die Eoalpine Phase ist jetzt in der Rossfeld-Formation (Valanginium bis Aptium) durch den Eintrag von ultrabasischem Detritus dokumentiert.

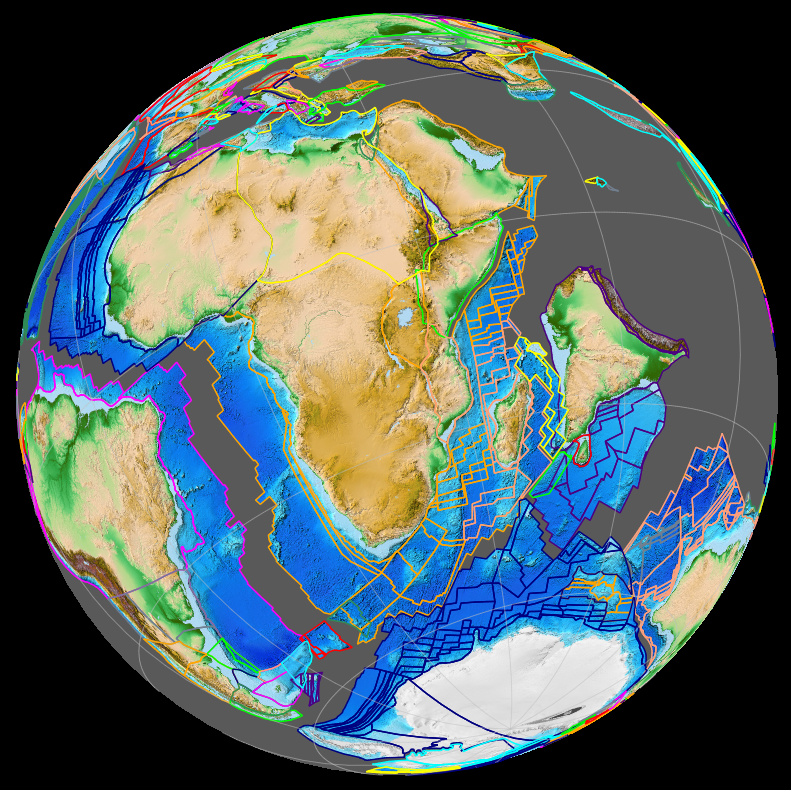
Plattenrekonstruktion für das Maastrichtium vor 70 Millionen Jahren

Vor rund 90 Millionen Jahren setzte im Turonium die endgültige Subduktion der Alpinen Tethys ein. Zwischen 80 und 67 Millionen Jahren verlagerte sich die Subduktion jedoch gen Nordwest (so genannter Roll-back), wodurch der austroalpine Deckenstapel stark gestreckt wurde. Die Streckung wurde durch Abscherungen nach Ost und Südost und teils von flachen Detachments kompensiert. Im austroalpinen Bereich etablierten sich um 70 Millionen Jahren außerdem rechtshändige, Ost- bis Ostsüdost-streichende Blattverschiebungen, die im Zentral- und Südalpin in den gegenseitigen Bewegungssinn umschlugen. Auf dem Rücken des weiter in Richtung Norden vorwandernden Deckenstapels sedimentierten jetzt die syntektonischen Gosau-Sedimente in sich bildenden Huckepackbecken (englisch piggy-back-basin), die gegen Ende der Oberkreide sogar tief marinen Charakter annahmen. Die Gosau hielt sich im Westabschnitt bis an die Kreide/Tertiär-Grenze.
Im Paläozän und im Untereozän dürften wahrscheinlich zwei Subduktionszonen vorhanden gewesen sein. Eine lag südlich des Valais-Ozeans und setzte sich über Pyrenäen bis in die Biskaya fort. Die andere befand sich am Südostrand des Piemont-Ligurien-Ozeans und erstreckte sich bis Korsika. Gegen Beginn des Bartoniums vor 40 Millionen Jahre wurden dann die letzten ozeanischen Reste verschluckt, dennoch gingen auch hiernach die Subduktionsbewegungen weiter, so dass die Überschiebungen jetzt im kontinentalen Bereich fortschritten.
Am Ende der Überschiebungsvorgänge im späten Eozän vor 35 Millionen Jahren wurden die Nördlichen Kalkalpen an ihrem Nordrand auf das Randcenoman, auf die Flyschzone und auf das Helvetikum, stellenweise aber auch auf die Subalpine Molasse überschoben. Die paläogenen Bewegungen (65 bis 23 Millionen Jahre) umfassen die eigentliche Alpine Hauptphase (35 bis 23 Millionen Jahre – Priabonium bis Aquitanium). Sie war einhergegangen mit einer sehr starken Nordbewegung der Adriatischen Platte, die auf 600 Kilometer eingeschätzt wird.
Während des Neogens (ab 23 Millionen Jahren) ereignete sich schließlich der Kollaps des Orogens, woraus ab dem Miozän das Wiener Becken am Ostrand der Nördlichen Kalkalpen oder das inneralpine Inntalbecken südlich von Kufstein resultierten. Diese Einbruchsbecken (so genannte Pull-Apart-Becken) sind als Ergebnis der neogenen Streckung des Ostalpenorogens von über 50 Prozent zu bewerten. Einher ging eine Verengung in Nord-Süd-Richtung entlang alter Westnorwest- und Nordost-streichender Blattverschiebungen. Hierbei spielt die Nordost-streichende Inntal-Blattverschiebung mit einem sinistralen Versatz von 75 Kilometer eine sehr bedeutende Rolle. Gegen Ende des Unteren Miozäns kam es zu einer lateralen Extrusion der Ostalpen nach Osten
– zeitgleich mit einer stärkeren Hebung und Exhumierung des Tauernfensters (das Aufsteigen des Tauernfensters hatte bereits zwischen 40 und 35 Millionen Jahren begonnen). Der Zentralteil des Orogens wurde von Ausdehnungstektonik beherrscht, wohingegen an den Rändern Überschiebungsgürtel weiterhin in Richtung alpines Vorland voranschritten.

## Naturstoffliche Nutzung

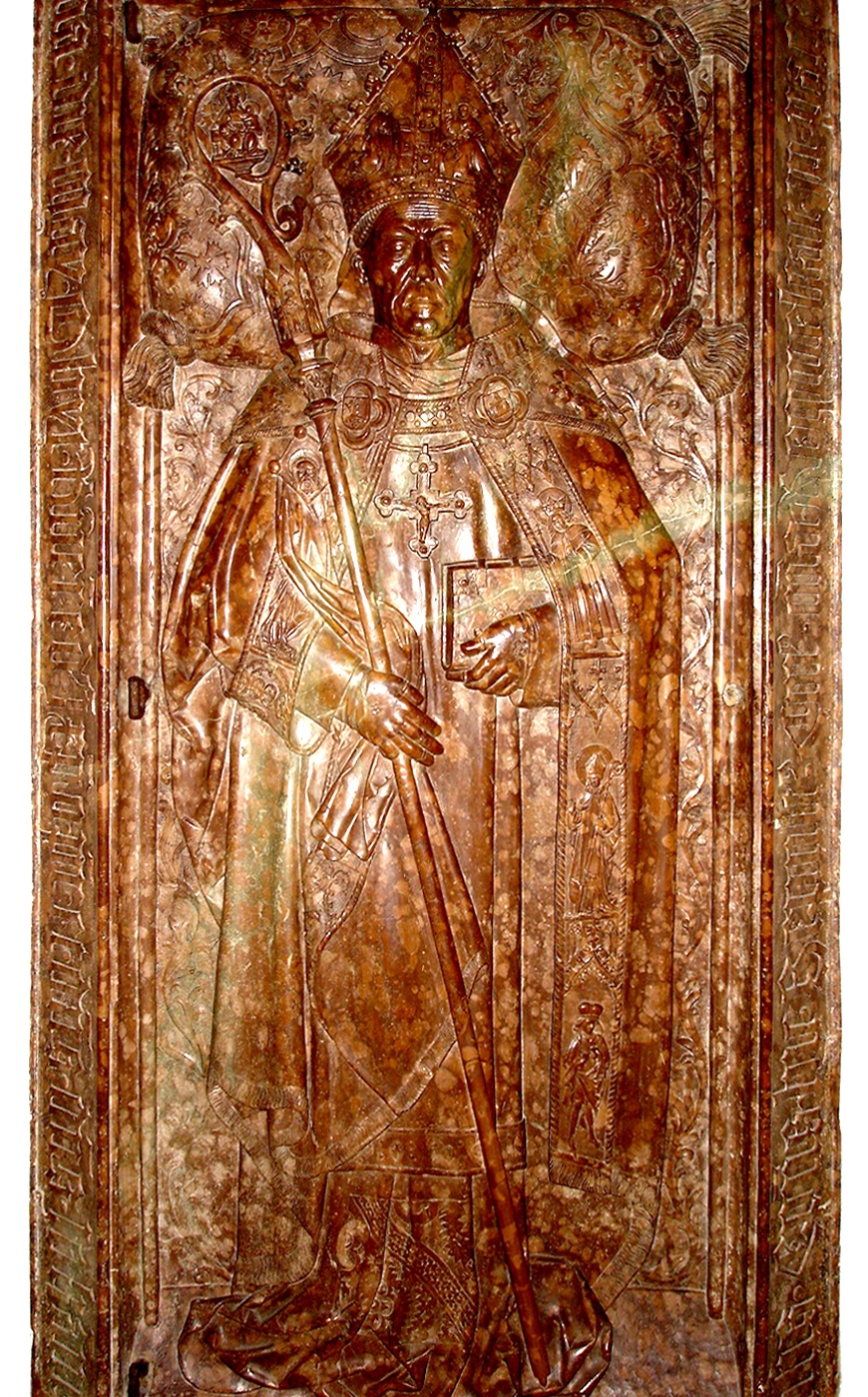
Epitaph aus Adneter Marmor in der Münchener Frauenkirche

### Natursteine
In den nördlichen Kalkalpen werden bzw. wurden dekorativ teils sehr wertvolle Natursteine für Architektur und Kunstgewerbe gewonnen:
- Adneter Marmor
- Untersberger Marmor
- Ruhpoldinger Marmor

### Bodenschätze
An Mineralen kommt in den Nördlichen Kalkalpen vor allem Calcit (CaCO3) in verschiedensten Variationen vor, seltener verschiedene Mineralphasen bzw. Vererzungen. Fluorit (Flussspat, CaF2), Bleiglanz (PbS) und Zinkblende (ZnS) wurden und werden in den Nördlichen Kalkalpen abgebaut. Im Vergleich zur besonders rohstoffreichen Grauwackenzone mit historischen Kupferlagerstätten sind die Nördlichen Kalkalpen arm an Bodenschätzen.
Von großer Bedeutung waren und sind nach wie vor die Salzvorkommen innerhalb der Nördlichen Kalkalpen. Diese wurden wahrscheinlich bereits seit 10.000 Jahren (und sicher dann von den Kelten) im Haselgebirge abgebaut. Zentren des Salzabbaus sind in Deutschland Bad Reichenhall und Berchtesgaden, in Österreich vor allem die Salzbergwerke des Salzkammerguts wie Altaussee, Bad Ischl und Hallstatt sowie Bad Dürrnberg bei Salzburg. Viele Ortsnamen bekunden von der Gegenwart des Salzes wie beispielsweise Salzburg, Hall in Tirol oder Hallein.